# Laguiole (fromage)
Vous lisez un « bon article » labellisé en 2013.
Pour les articles homonymes, voir Laguiole.
Le laguiole (prononcé [lajɔlə]), parfois appelé fourme de Laguiole, est un fromage au lait de vache cru de la région de l’Aubrac. Il doit son nom au bourg de Laguiole dans le département de l'Aveyron. Son nom fait l'objet d'une appellation d'origine contrôlée depuis 1961.
Sa meilleure période de consommation s'étend de septembre à mars.
Les origines de ce fromage remontent au XVe siècle, lorsque des moines du plateau d'Aubrac, dans le contexte d'une tradition fromagère locale très ancienne, développent la transhumance des bovins laitiers et initient sa fabrication en s'inspirant de méthodes mises au point en Haute-Auvergne. Sa production connaît au XIXe siècle une très forte progression, en même temps que s'affirme une réputation fondée sur un important potentiel de conservation et sur une qualité des produits en relation étroite avec un terroir original : rudesse du climat, flore spécifique des herbages montagnards, vaches de race aubrac.
Le laguiole a failli disparaître au milieu du XXe siècle, du fait des prix de revient élevés des méthodes de fabrication fondées sur l'estive des troupeaux de race aubrac et des difficultés à trouver de la main d'œuvre pour l'élaboration du fromage dans les traditionnels burons. Il doit son renouveau, à partir des années 1960, à une volonté forte de la part de producteurs locaux, qui entreprennent de valoriser l'héritage des siècles précédents dans le cadre de procédés modernes de fabrication. La production est orientée depuis les années 1980 vers la qualité et les fromages de garde, renouvelant le lien au terroir dans ce nouveau contexte, et aboutissant depuis la fin des années 1990 à une quantité moyenne oscillant entre 700 et 750 tonnes de laguiole vendues chaque année.
Cette appellation est protégée par les labels AOC depuis l'année 1961 et AOP depuis 2008. La production laitière, la fabrication et l'affinage des fromages doivent être effectués dans l'aire géographique de la région naturelle de l'Aubrac qui s'étend sur 73 communes des départements de l'Aveyron, du Cantal et de la Lozère.

## Histoire

### Antiquité
Une tradition fromagère très ancienne est attestée dès l'Antiquité dans la région. Vers 78 ap. J.-C., Pline l'Ancien disait dans son Histoire naturelle : « Le fromage le plus estimé à Rome où l'on juge en présence l'une de l'autre les productions de tous les pays, est, parmi les fromages de province, celui qui provient de la contrée de Nîmes, de la Lozère et du Gévaudan ; mais le mérite en dure peu et ne vaut que tant qu'il est frais… ». Si le territoire des Gabales évoqué par Pline l'Ancien s'étend à l'Aubrac, actuelle région de production du fromage de Laguiole, l'imprécision géographique ne permet cependant pas de lui attribuer avec certitude cette référence antique, le pays gabale comprenant également l'actuelle Margeride, ainsi qu'une partie des Causses et des Cévennes. Le doute persiste également sur le type de fromage auquel se rapporte la mention de Pline l'Ancien. L'hypothèse la plus vraisemblable serait plutôt celle d'une tomme de pays au lait de vache, mais un fromage au lait de chèvre ou de brebis n'est pas exclu.

### Moyen Âge

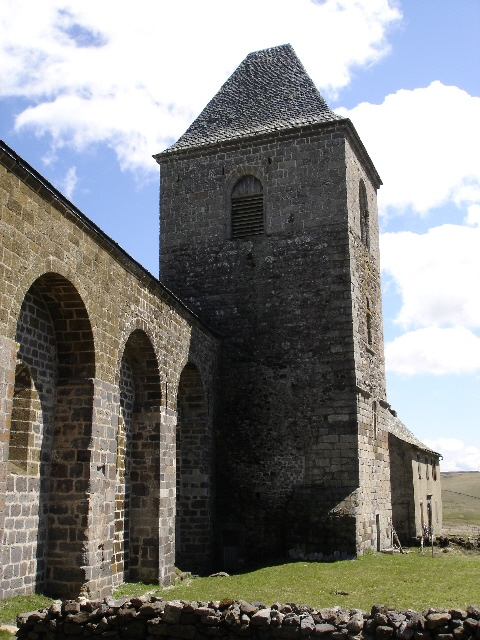
Les vestiges de la domerie d'Aubrac.

À la charnière de l'Antiquité et du Moyen Âge, la fabrication de fromage existait de façon certaine en Aubrac. Grégoire de Tours, évoquant dans les Sept livres des miracles (texte de la seconde moitié du VIe siècle) les rites païens se déroulant sur le haut-plateau autour du lac de Saint-Andéol (proche de Marchastel, en Lozère), parle de « formes de fromage » (formas casei) jetées par les paysans dans le lac,, termes utilisés à l'époque pour désigner les moules servant à la fabrication de fromage,. Le mot français fourme, en usage de nos jours pour désigner le fromage de laguiole, trouve son origine dans la racine forma, mais cette filiation linguistique ne permet pas d'affirmer qu'il s'agit du même fromage. Le doute est par ailleurs d'autant plus grand que les témoignages se rapportant à l'économie paysanne de l'Aubrac médiéval concernent en l'état actuel des connaissances uniquement l'élevage ovin.
Ce n'est qu'à la fin du XIVe siècle, à la suite de l'installation d'une communauté de moines à la domerie d'Aubrac, que sont mentionnées avec certitude des productions fromagères au lait de vache en Aubrac. Après leur arrivée au XIIe siècle, les moines acquièrent progressivement auprès de seigneurs locaux 18 000 hectares de terres situées dans le bas-pays et sur le plateau. Ils transforment les hautes terres en vastes pâturages afin de tirer pleinement bénéfice de leur potentiel herbager estival et y développent, à partir de la seconde moitié du XIIIe siècle, l'estive saisonnière des ovins et des bovins de boucherie à caractère spéculatif, parallèlement à l'affermage de leur propre troupeau de brebis pour une production fromagère. Au XIVe siècle, la formation des pâturages d'estive au sein des domaines monastiques est achevée. Le haut-plateau est devenu un important centre d'élevage bovin transhumant pour la viande tandis que la plus grande part des brebis est reléguée sur ses marges. La communauté monastique crée dans ce contexte une activité marginale de bovins laitiers pour ses besoins en fromage, dont la première mention apparaît en 1397.
Durant la seconde moitié du XVe siècle, les moines de l'hôpital d'Aubrac expérimentent la fabrication du fromage au lait de vache, fondée sur la transhumance, à partir des techniques importées de Haute-Auvergne et mettent au point des méthodes qui préfigurent celles utilisées actuellement pour le laguiole. Ils sélectionnent les bovins laitiers capables de supporter les difficiles conditions climatiques d'altitude, initiant l'émergence de la race aubrac, et fixent les dates d'estive. Ils codifient également la fabrication du fromage, les fourmes devant en particulier répondre à la nécessité de se conserver sans perte de qualité, en vue de fournir la domerie pendant les périodes hivernales d'absence de production. En période de production du fromage, ils valorisent le caillé pressé (la tome) à travers la confection de l'aliquod, ancêtre de l'actuel plat local : l'aligot.

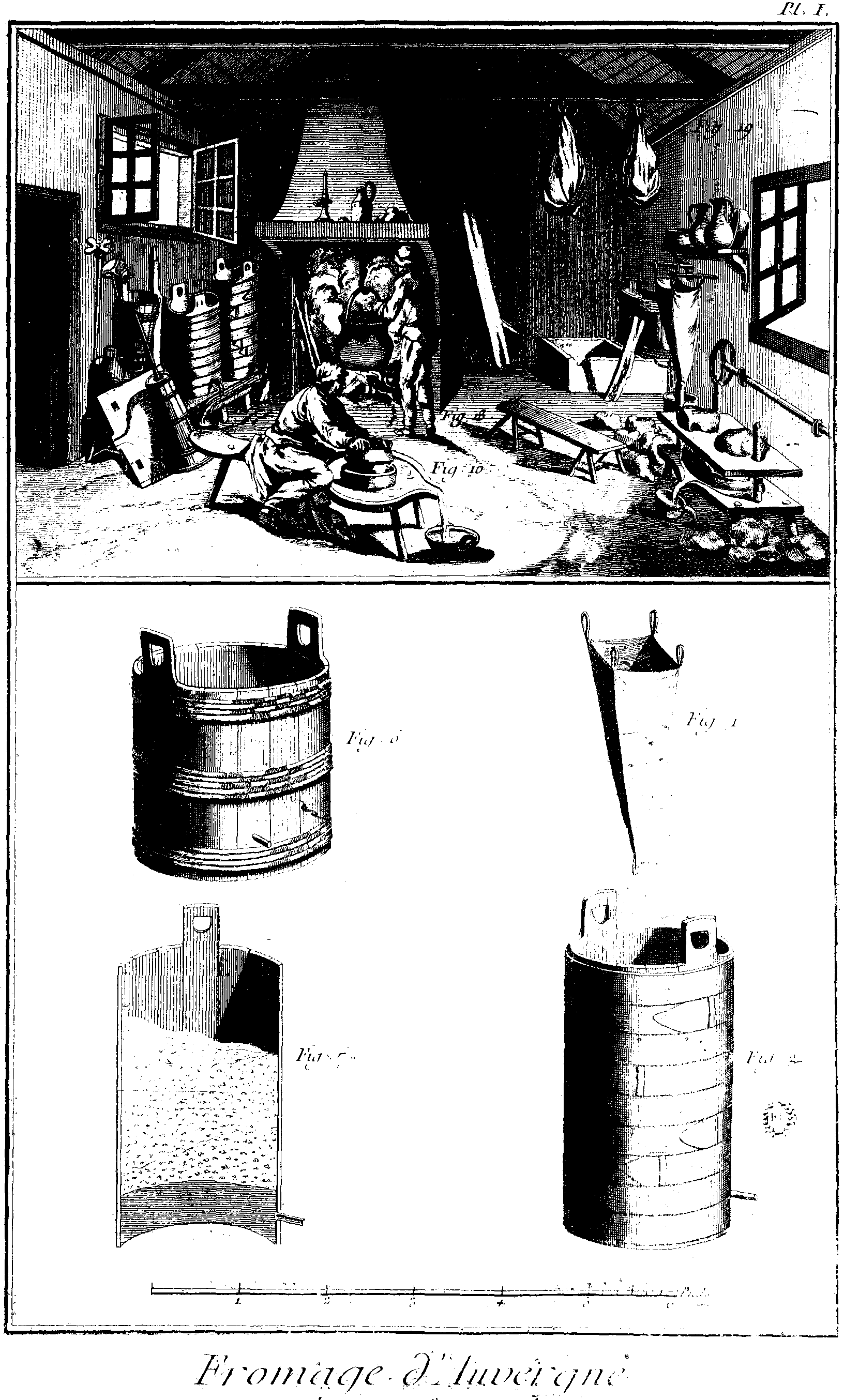
Fabrication du fromage en Haute-Auvergne au XVIIIe siècle. Illustration de l'Encyclopédie de Diderot et D'Alembert.

### XVIesiècle-XVIIIesiècle
Pendant la période qui s'étend de la deuxième moitié du XVIe siècle au XVIIe siècle, la production fromagère stagne ou régresse, mais à la fin du XVIIe siècle les fourmes d'Aubrac amorcent un nouvel essor,. En 1685, un bail de métairie rédigé à Nasbinals (Aubrac lozérien) établit une liste des ustensiles nécessaires à la production des fourmes, témoignant de ce regain d'activité. Le terme buron apparait en 1686 en provenance de Haute-Auvergne en accompagnement de ce changement, mais, contrairement à la pratique déjà établie dans les monts du Cantal, il désigne encore les traditionnelles cabanes d'estive sommaires, fixes ou mobiles, couvertes de branchages, de mottes de gazon ou de chaume, au sein desquelles le fromage est fabriqué dans des conditions plus ou moins précaires. La première construction en pierres couverte de lauzes, d'inspiration auvergnate, n'est mentionnée en Aubrac qu'en 1748.
Jusqu'à la fin du XVIIIe siècle, l'activité fromagère se développe, mais elle demeure toutefois de portée relativement limitée. En 1792, 22 burons sont comptabilisés dans le cadre du recensement des biens du monastère sur les 9 000 hectares de terres en sa possession sur le haut-plateau,, tandis que la diffusion tardive des techniques cantaliennes auprès des seigneurs laïcs ou des riches bourgeois locaux n'a pas permis leur développement significatif en dehors des domaines du monastère.
La Révolution française conduit à d'importants changements en ce qui concerne la propriété et les opérateurs de la production fromagère aubracoise, mais les méthodes de fabrication du fromage héritées de Haute-Auvergne demeurent identiques. Les familles bourgeoises possédant les grandes fermes prennent désormais la place de la communauté monastique et organisent la production. Le système de la transhumance est maintenu et les cabanes d'estive sommaires encore existantes ne sont que très progressivement remplacées par des constructions en pierre. Le terme « montagne » (« montanha »), en usage depuis le Moyen Âge pour qualifier les pâturages du monastère situés sur le haut-plateau, désigne dorénavant la propriété foncière et immobilière, mais aussi l'unité de production, comprenant les pâturages nécessaires au troupeau, ainsi que le bâtiment pour la fabrication du fromage et l'hébergement du personnel.

### XIXesiècle-XXesiècle

#### L'âge d'or des buronniers
Au cours du XIXe siècle, de grands propriétaires vont construire de nombreux burons et contribuer à fortement développer la production fromagère estivale d'Aubrac, cette dernière se valorisant mieux que la viande de boucherie : dès 1833, Girou de Buzareingues comptabilise environ 6 650 vaches laitières sur le haut-plateau pour une production de 433 tonnes de fromage,, et on y dénombre en 1848 la présence de 157 « montagnes » d'estive. L'essor de la production s'accompagne à partir du milieu du XIXe siècle d'améliorations en matière de qualité du cheptel bovin. Ainsi, à partir de 1840, un travail de définition et d’amélioration de la race bovine aubrac est engagé à la suite de la constitution de la Société centrale d'agriculture de l'Aveyron, donnant lieu à la mise en place du concours annuel de Laguiole. Ce travail sera relayé en 1893 par la création du herd-book de la race ,.
Dans la dernière partie du XIXe siècle, l'essor de la production s'accélère, bénéficiant de l'apport décisif de la création du chemin de fer, en particulier du désenclavement du sud du massif central par l'ouverture en 1880 de la ligne reliant Rodez à Béziers,, conjointement à l'organisation collective de la filière de production et à des progrès qualitatifs majeurs en matière de fabrication et de conservation des fromages.
En 1897, les exploitants des « montagnes » aubracoises fondent le Syndicat agricole et fromager de Laguiole, chargé des ventes du fromage et autres produits de ses adhérents. Ce dernier organise des concours de fromages et de beurres, mais également de tenue des burons. Il deviendra en 1940 le Syndicat de défense et de perfectionnement, détenteur d'un label de garantie.
Eugène Marre publie entre 1893 et 1904 les premiers travaux de synthèse sur la technique de fabrication du fromage de Laguiole. C'est à partir de cette époque que la fabrication a connu un certain nombre de bouleversements historiques, par adoption progressive de certaines innovations réalisées dans les monts du Cantal : 
- utilisation de présure liquide ou d'extrait de présure du commerce (précédemment, le buronnier fabriquait sa présure au buron à partir de caillettes d'agneaux)[27] ;
- pressage du caillé avec la selle à tome (ou cachaira)[Note 11] (auparavant, l'opération, longue et fastidieuse, était réalisée dans une grande faisselle en bois avec les mains et les genoux, avant retournement de la faisselle sur le caillé et chargement d'une grosse pierre pendant deux à trois jours)[28] ;
- broyage de la tome (appellation du caillé pressé) avec une « fraiseuse » (cette opération était faite jusque-là avec un « bouc », instrument rudimentaire en forme de massue, hérissée d'aspérités)[29] ;
- plus tardivement, pressage des fourmes avec la presse à vis, en remplacement de l'antique pesadou (presse en bois équipée d'un très lourd poids en pierre, de l'ordre de 300 à 400 kg)[30].

Outre une amélioration des conditions de travail, ces différentes innovations ont permis des progrès dans les domaines de la qualité sanitaire et du potentiel de conservation des fromages : meilleure maîtrise du caillage à la suite de l'utilisation de la présure du commerce, perfectionnement de l'égouttage du caillé grâce à la presse à tome et à la presse à vis, broyage et salage plus réguliers avec la fraiseuse.
Au tout début du XXe siècle, la production atteint des sommets : en 1901, environ 1 100 buronniers (montanhòls), occupant 294 burons, fabriquent du 25 mai au 13 octobre 899 tonnes de fromage, à partir du lait produit par 14 021 vaches aubrac présentes à l'estive sur le haut-plateau. La capitale aveyronnaise Rodez, unique centre de commerce du laguiole pendant le XIXe siècle, est désormais concurrencée par des bourgs du plateau d'Aubrac. Une partie des fourmes est entreposée à Nasbinals (Lozère), Aubrac et Laguiole (Aveyron) pour y être vendue, essentiellement à destination du midi de la France et dans une moindre mesure de Paris et de l'Algérie,. Laguiole s'affirme dès lors comme principal marché aux fromages du plateau.
Les ventes ont lieu à partir du début de l'été auprès de négociants qui poursuivent l'affinage du fromage dans leur propre cave, mais il arrive fréquemment que tout ou partie de la production soit maintenue dans la cave du buron, parfois jusqu'en hiver, dans l'attente de la remontée des cours. Durant cette période, les fromagers aubracois élargissent cette pratique en mettant au point une méthode pour étendre la durée de conservation du laguiole, la transhumance des fourmes : au début de l'automne, les meilleurs fromages étaient conduits dans des salles de l'ancien monastère d'Aubrac, à 1 310 mètres d'altitude, afin d'y passer l'hiver à la température de 0 à 2 °C. Cette technique avait pour effet de ralentir le vieillissement et de prolonger la période d'affinage, permettant ainsi de valoriser le fromage à partir de la fin de l'hiver jusqu'au printemps, période dite « de soudure » pendant laquelle les cours étaient au plus haut, et d'affirmer le caractère de large disponibilité du produit au cours de l'année.

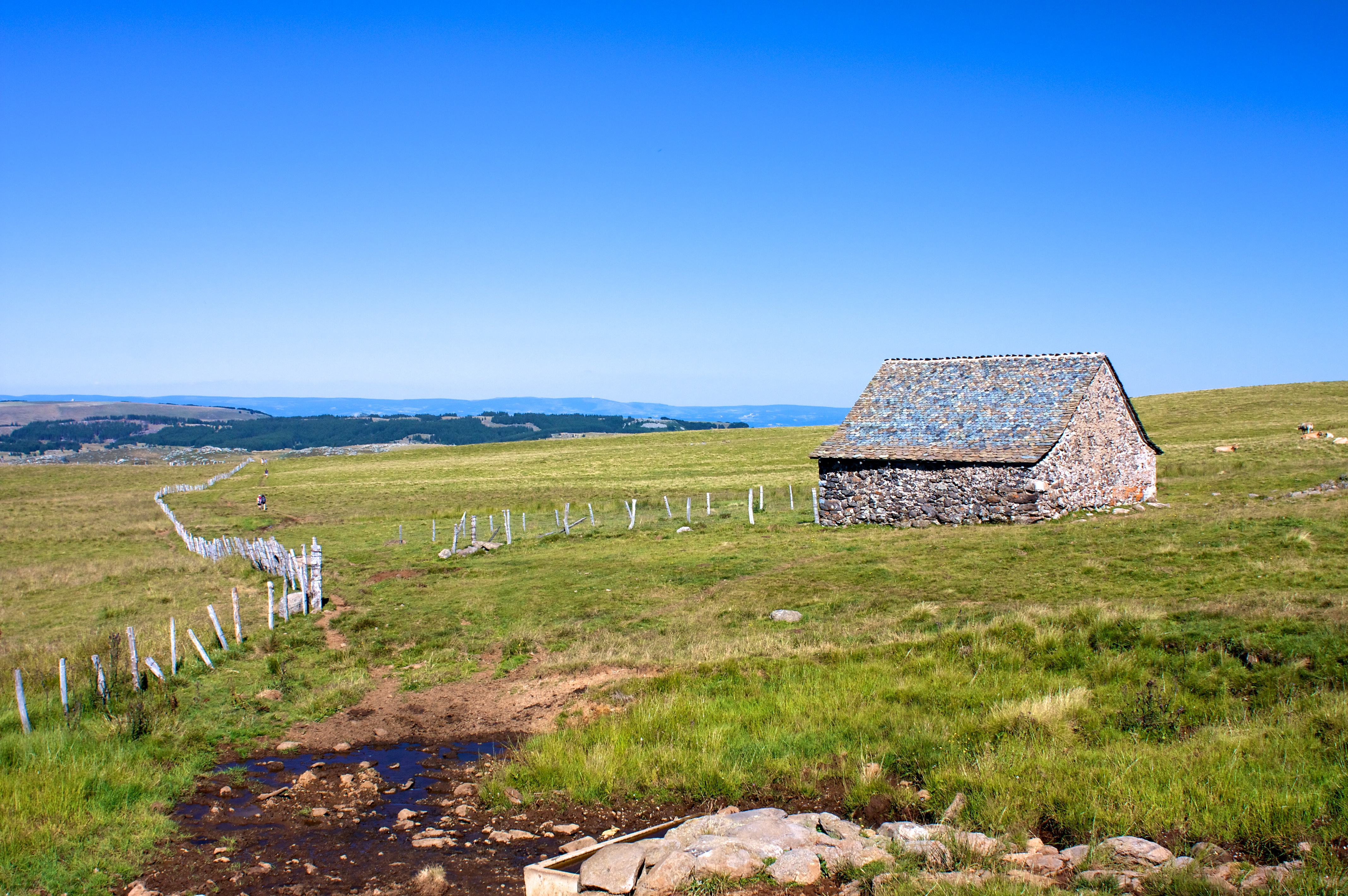
Un ancien buron et ses pâturages, transformés en aire d'élevage pour le marché de la viande de boucherie par la pose de clôtures.

#### Fin d'une époque
Au sortir de la Première Guerre mondiale, des difficultés commencent à se faire sentir. En 1920, à l'initiative de « l'Auvergne Laitière », importante société fromagère d'Aurillac (Cantal), quatorze laiteries collectives furent aménagées sur le haut plateau, dont certaines dans des burons, pour transformer en fourmes le lait provenant de plusieurs « montagnes » d'estive.
À partir des années 1930, la production diminue sérieusement et le nombre de burons en activité amorce une chute rapide et spectaculaire.
Dans les années 1950, le label de garantie et l'exode rural des « Aveyronnais de Paris » créent un marché prometteur. Cependant, la production ne suit pas et continue de régresser rapidement, pour atteindre 25 tonnes en 1970. Les tentatives de regroupement en laiteries collectives engagées en 1920 sont un échec, il n'en subsiste plus qu'une en 1960. En 1964, seulement 68 burons produisent encore, et il n'en reste plus que 7 en 1976. Les propriétaires ne trouvent plus de main d'œuvre prête à passer l'été loin de tout confort et le prix de revient du fromage issu de l'élevage extensif transhumant devient prohibitif. La race bovine aubrac est réorientée vers la production bouchère par la fourniture de veaux issus de croisements avec des taureaux charolais et le nombre de troupeaux en race pure diminue rapidement. Des races laitières plus productives sont introduites pour la fabrication du fromage, en particulier la Prim'Holstein. Les herbages du haut-plateau perdent leur vocation laitière et se transforment en zone d'élevage allaitant estival.

#### Le renouveau
Constatant le déclin rapide et la fin imminente des burons, André Valadier fédère en 1960 une trentaine d'éleveurs-producteurs de laguiole désireux de sauver leur fromage. Ensemble, ils créent la coopérative fromagère « Jeune Montagne », dans un contexte où prime la recherche de la productivité. Fabriqué jusqu'ici pendant l'estive de fin mai à octobre sur les hautes terres, le fromage va désormais être produit toute l'année à partir de lait collecté dans l'ensemble du massif, selon des méthodes de fabrication modernisées, et dans un site de production centralisé. En 1961, le fromage de laguiole bénéficie du label AOC, mais toute la production de la coopérative ne peut cependant être labellisée, l'AOC portant uniquement sur les zones et les périodes d'estive traditionnelles.
En 1976, une modification du cahier des charges de l'AOC permet à la coopérative d'obtenir le label pour les productions réalisées hors période estivale, concrétisant ses efforts. Cependant, l'instauration en 1980 de la prime au maintien du troupeau de vaches allaitantes, puis en 1984 des quotas laitiers viennent freiner cet essor, de nombreux adhérents cessant la production laitière pour s'orienter vers la viande de boucherie. La coopérative réagit : elle met en place un fonds de soutien qui paie les amendes à la place des producteurs dépassant le quota, puis poursuit le développement du laguiole. En 2000, puis en 2003, des modifications apportées à l'aire d'appellation permettent désormais aux productions issues des pâturages et prairies de fauche de l'ensemble du massif de l'Aubrac et de ses contreforts de bénéficier du label AOC. En 2012, « Jeune Montagne » produit dans l'année 722 tonnes de laguiole sous la nouvelle Appellation d'Origine Protégée créée en 2008, et investit dans l'agrandissement de son site de production. Parallèlement au développement du laguiole, la coopérative se diversifie en 1986 dans la fabrication d'aligot, puis en 2006 de retortillat, deux plats fromagers traditionnels de l'Aubrac, vendus prêts à consommer et destinés à valoriser sa production de tome. Parmi les facteurs du succès de la structure fromagère, figurent le principe de solidarité mis en œuvre en son sein et les prix du lait versés aux adhérents supérieurs aux prix moyens du marché national.

#### Amélioration de la qualité et consolidation du lien au terroir

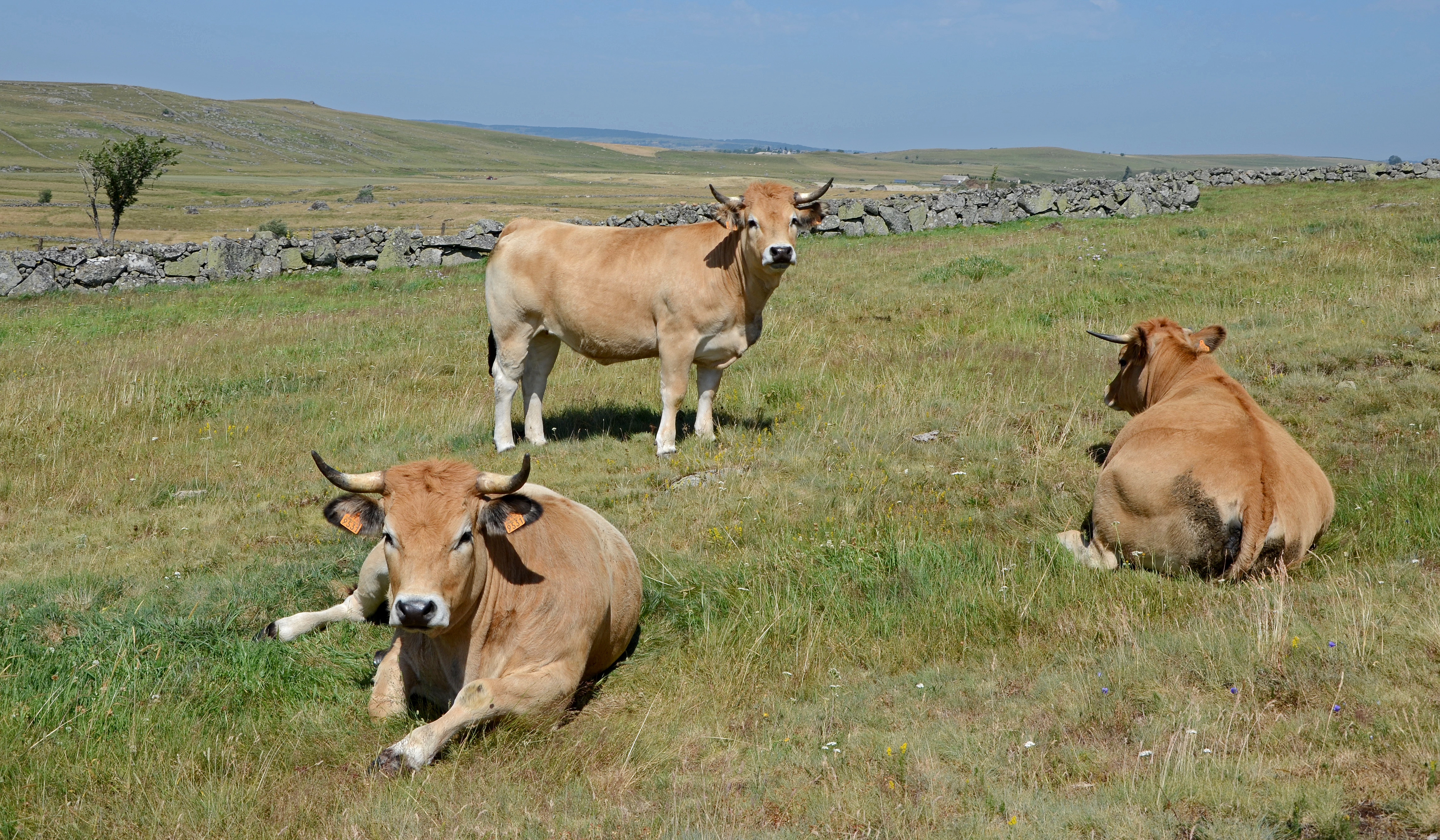
Génisses de race aubrac estivant sur le haut-plateau.

À partir des années 1980, une réflexion est engagée par les acteurs de la filière en vue d'aboutir, dans le cadre des nouvelles conditions de production, à une amélioration de la qualité du laguiole, notamment en matière gustative et de vieillissement, ainsi qu'à un affermissement de son lien au terroir.
- Vers un retour de la race laitière locale

À la suite de la réorientation de la vache locale aubrac vers la production de viande, la souche laitière est menacée d'extinction. En 1991, un programme est mis en place pour retrouver par insémination et sélection la souche laitière d'origine, pour développer ses capacités laitières et pour renforcer le taux de matière protéique au détriment de la matière grasse de son lait, afin d'améliorer la capacité de vieillissement du fromage. Ce programme nécessite du temps. La race laitière simmental française, potentiellement adaptée aux conditions locales, a été introduite en 1988 pour remplacer la Prim'Holstein, impropre à la production fromagère de qualité. L'expérience s'avère positive, et en 2004, un nouveau cahier des charges exclut de l'appellation les races laitières autres que l'aubrac et la simmental. Au début des années 2010, le programme engagé en 1991 sur la souche locale commence à porter ses fruits et la coopérative « Jeune Montagne » instaure des mesures destinées à réintroduire la race aubrac à hauteur de 10 % du cheptel de ses adhérents avant 2015, visant à réduire la part largement hégémonique prise par la simmental depuis les années 1990.
- Retour à l'herbe et au foin

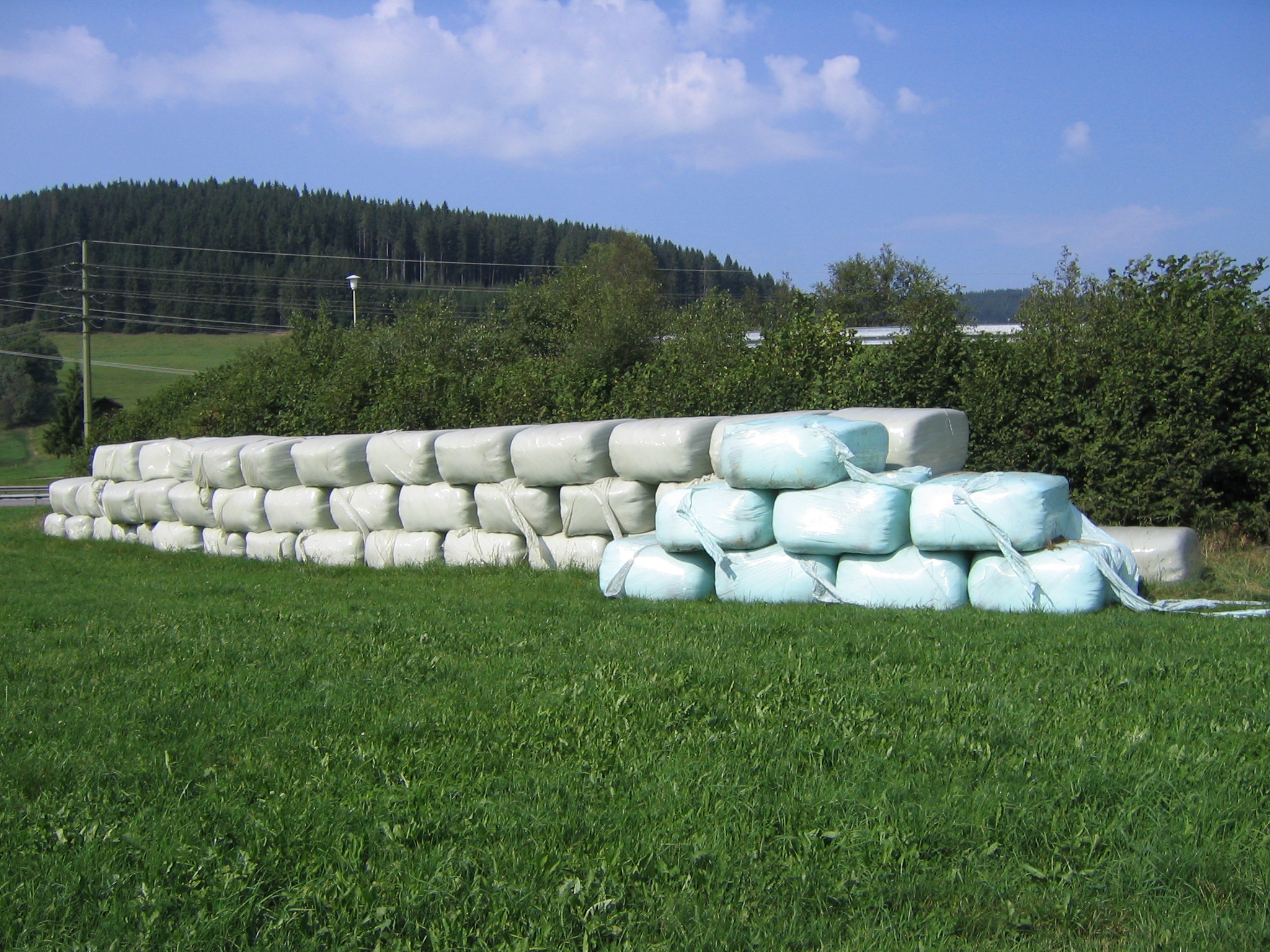
L'ensilage à base d'herbe préfanée, ici en balles rectangulaires, n'est plus en vigueur pour la fabrication du laguiole depuis 2012.

Le maïs fermenté (ensilage à partir de la plante entière) a été interdit fin 2003, il produisait un lait trop gras préjudiciable à la qualité du fromage. L'ensilage et l'enrubannage à base d'herbe préfanée, permis jusqu'en 2012, mais pouvant poser des problèmes sanitaires, ont également été proscrits depuis cette date,. Le retour à une alimentation basée sur l'herbe et le foin, progressivement engagé plusieurs années avant les dates d'interdiction des aliments obtenus à partir d'ensilage, permet parallèlement de conforter les qualités gustatives du fromage en lien avec son terroir.
- Développement du fromage de garde et identification du fromage d'été

À la suite des améliorations apportées en matière de qualité du cheptel et d'alimentation des troupeaux, la coopérative développe depuis le début des années 2000 sa production de fromages de garde de plus de 6 mois, et investit en 2012 dans la création de caves d'affinage supplémentaires. Elle intègre simultanément à sa gamme une catégorie spécifique identifiant des fromages de garde réalisés pendant la période estivale, à partir des herbages diversifiés de l'aire d'appellation.

#### Des démarches individuelles
Depuis les années 1990, un éleveur-fromager a développé une fabrication-affinage de laguiole à la ferme. Rejoint par deux éleveurs, ils obtiennent en 1996 le droit d'apposer sur leurs fromages la mention « fromage fermier ». Deux d'entre eux, situés en Viadène, bénéficient du label AOC, puis AOP à partir de 2008, suivis d'un troisième à partir de 2012. Leur « atelier » présente une différence avec celui des burons : ils utilisent des fromageries aux revêtements muraux et au sol carrelés et des cuves et ustensiles en inox, désormais rendus obligatoires par les normes européennes, mais perpétuent en revanche l'affinage des fromages dans des caves traditionnelles,.
Le 13 octobre 2002, les deux derniers burons traditionnels de l'Aubrac (Caméjane en Aveyron et le Théron en Lozère) ont cessé leur activité, la mise aux normes des bâtiments et du matériel exigeant des investissements trop lourds. En 2007, le buron de Caméjane est racheté par un particulier, qui met en conformité la structure de production et redémarre à partir de 2008 l'activité fromagère traditionnelle fondée sur la transhumance avec des buronniers de métier, parallèlement à une activité de restauration,. Commercialisé pendant la saison touristique estivale, le fromage n'est pas affiné plus de quatre mois, critère indispensable pour pouvoir bénéficier du label AOC.

## Terroir de production du lait, du fromage et de son affinage

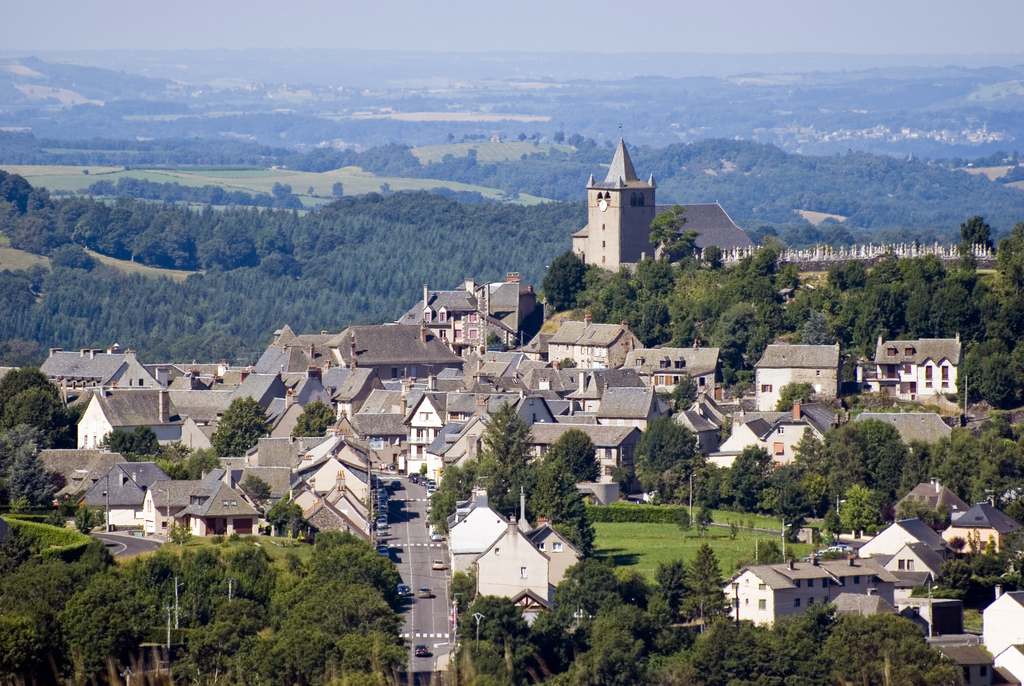
Le bourg de Laguiole est situé au cœur de l'aire d'appellation.

### L'aire d'appellation
Située sur la zone d'estive traditionnelle du haut-plateau d'Aubrac, mais également sur ses contreforts depuis l'élargissement de l'aire d'appellation en 2000 puis 2003, la zone de production du lait et de fabrication et d'affinage des fromages permettant l'obtention du label s'étend sur environ 210 000 hectares. Elle recouvre trois départements et également deux régions administratives : l'Aveyron (Occitanie), la Lozère (Occitanie) et le Cantal (Auvergne-Rhône-Alpes).
Les 73 communes concernées sont les suivantes :
- 34 communes du département de l'Aveyron

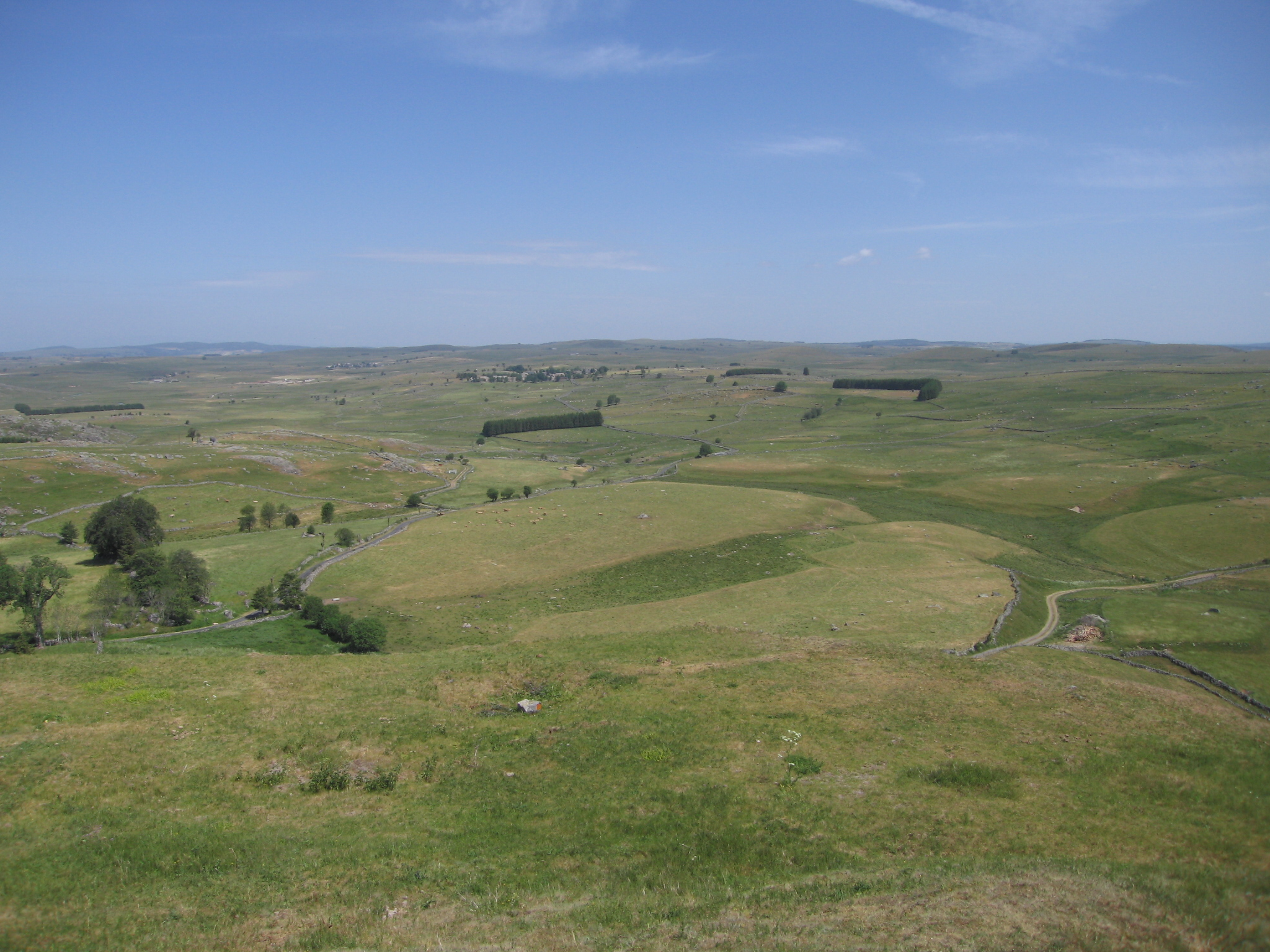
Aspect du haut plateau d'Aubrac.

Alpuech, Aurelle-Verlac, Campouriez, Cantoin, Cassuéjouls, Castelnau-de-Mandailles, Le Cayrol, Condom-d'Aubrac, Coubisou, Curières, Entraygues-sur-Truyère (rive droite du Lot et rive gauche de la Truyère en amont du confluent Lot-Truyère), Espalion (rive droite du Lot), Estaing, Florentin-la-Capelle, Graissac, Huparlac, Lacalm, Laguiole, Montézic, Montpeyroux, Le Nayrac, Pomayrols, Prades-d'Aubrac, Saint-Amans-des-Cots, Saint-Chély-d'Aubrac, Saint-Côme-d'Olt (rive droite du Lot), Saint-Geniez-d'Olt (rive droite du Lot), Saint-Laurent-d'Olt (rive droite du Lot), Saint-Symphorien-de-Thénières, Sainte-Eulalie-d'Olt (rive droite du Lot), Sainte-Geneviève-sur-Argence, Soulages-Bonneval, La Terrisse, Vitrac-en-Viadène.
- 27 communes du département de la Lozère

Aumont-Aubrac, Banassac (rive droite du Lot), Les Bessons, Brion, Canilhac (rive droite du Lot), Chauchailles, La Chaze-de-Peyre, La Fage-Montivernoux, La Fage-Saint-Julien, Fau-de-Peyre, Fournels, Grandvals, Les Hermaux, Malbouzon, Marchastel, Nasbinals, Noalhac, Prinsuéjols, Recoules-d'Aubrac, Saint-Germain-du-Teil, Saint-Laurent-de-Muret, Saint-Laurent-de-Veyrès, Saint-Pierre-de-Nogaret, Sainte-Colombe-de-Peyre, Les Salces, Termes, Trélans.
- Les 12 communes du département du Cantal formant le canton de Chaudes-Aigues

Anterrieux, Chaudes-Aigues, Deux-Verges, Espinasse, Fridefont, Jabrun, Lieutadès, Maurines, Saint-Martial, Saint-Rémy-de-Chaudes-Aigues, Saint-Urcize, La Trinitat.

### Un terroir au caractère rude
Situé au sud de la partie centrale du Massif central, le terroir d'appellation appartient au domaine de la moyenne montagne. Délimité par les gorges de la Truyère et la vallée du Lot, il englobe la totalité du haut-plateau basaltique et granitique de l'Aubrac, situé entre 1 000 et près de 1 500 mètres d'altitude, dont le relief est formé de croupes généralement peu marquées. Il intègre également deux plateaux adjacents d'étendue limitée, dont l'altitude est comprise entre  500 et 1 000 mètres : haute-Viadène basaltique au nord-ouest, légèrement entaillée par l'Argence ; basse-Viadène granitique vallonnée, à l'ouest. Au sud-ouest et au sud, le pays schisteux des Boraldes présente un relief en pente forte, profondément entaillé en gorges depuis les zones sommitales de l'Aubrac jusqu'à la vallée du Lot. En direction du nord-est, le haut-plateau granitique rejoint insensiblement les confins boisés clairiérés de la Margeride, à des altitudes comprises entre et 1 000 et 1 200 mètres.

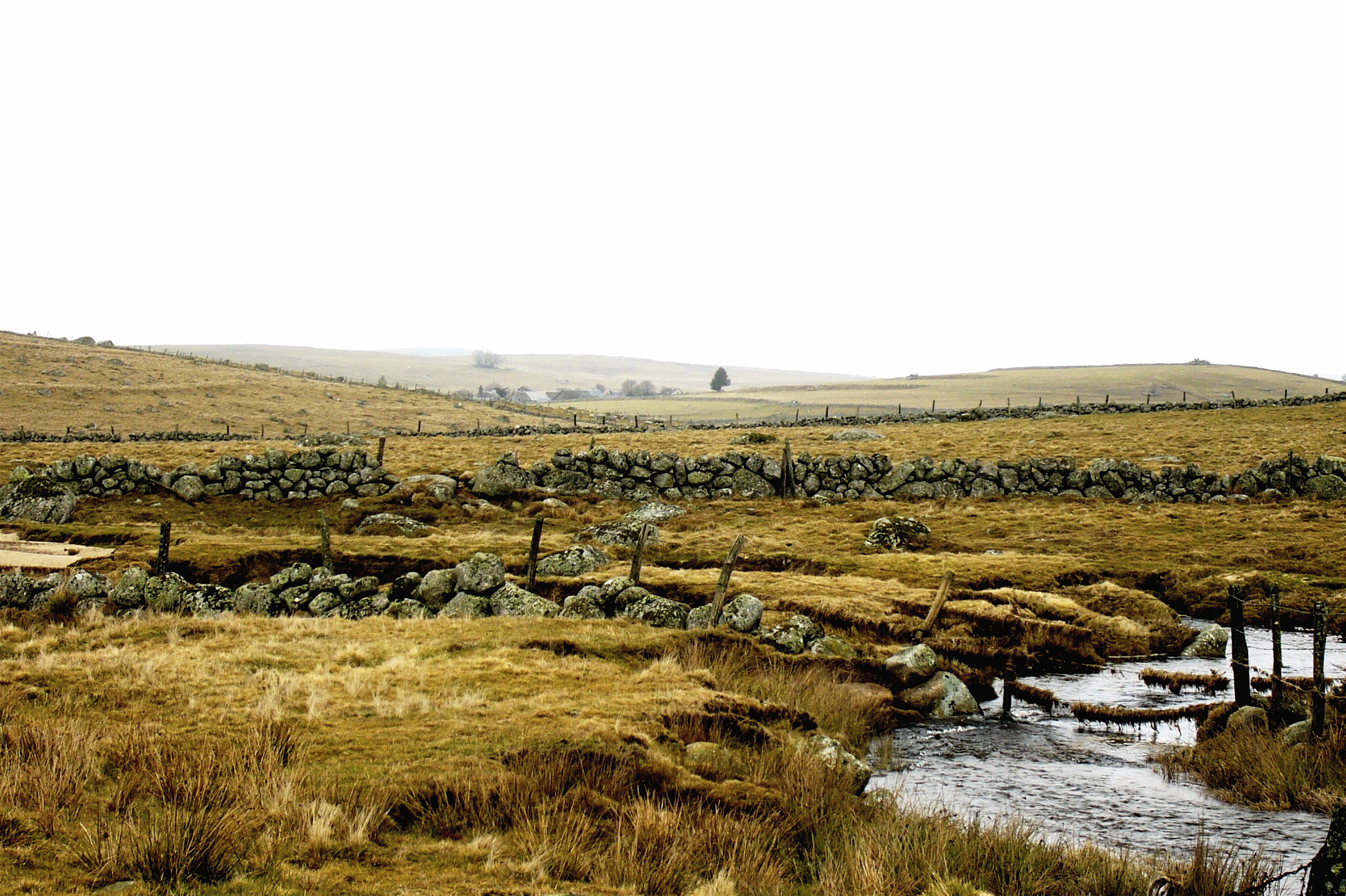
Paysage d'Aubrac marqué par le froid hivernal.

La calotte glaciaire peu dynamique qui s'est formée sur la partie sommitale de l'Aubrac lors des dernières périodes froides de l'ère quaternaire, n'a pas apporté de modifications majeures au relief, mais a par contre abandonné des placages de dépôts sablo-limoneux ou pierreux relativement étendus dans les zones basses situées à l'est des sommets,. Soumises aux effets intenses des processus d'érosion périglaciaire qui ont caractérisé la fin de la dernière glaciation, les croupes granitiques décapées par le glacier sont également marquées par la présence régulière de dépôts de pente encombrés de blocs rocheux, venant se superposer aux dépôts glaciaires. En dehors des versants situés au pied des corniches ou escarpements, ce type de dépôt est peu représenté sur substrat basaltique.
Le climat est de type montagnard à influence océanique. Il impose partout sa rudesse hivernale et une pluviométrie marquée, accentuée par l'effet de barrière qu'oppose le relief aux perturbations d'ouest. Comprises entre 800 et 1 400 millimètres par an du bas-pays jusqu'au plateau d'Aubrac, les précipitations atteignent même près de 1 800 millimètres sur les plus hauts sommets. À altitude égale, elles diminuent en revanche sur la partie orientale du haut-plateau, du fait de sa position d'abri par rapport à l'échine sommitale.
L'aire d'appellation subit des contraintes qui s'opposent à l'agriculture et l'herbe, le fourrage et l'élevage y représentent dans le contexte socio-économique actuel les principales possibilités de mise en valeur des terres.

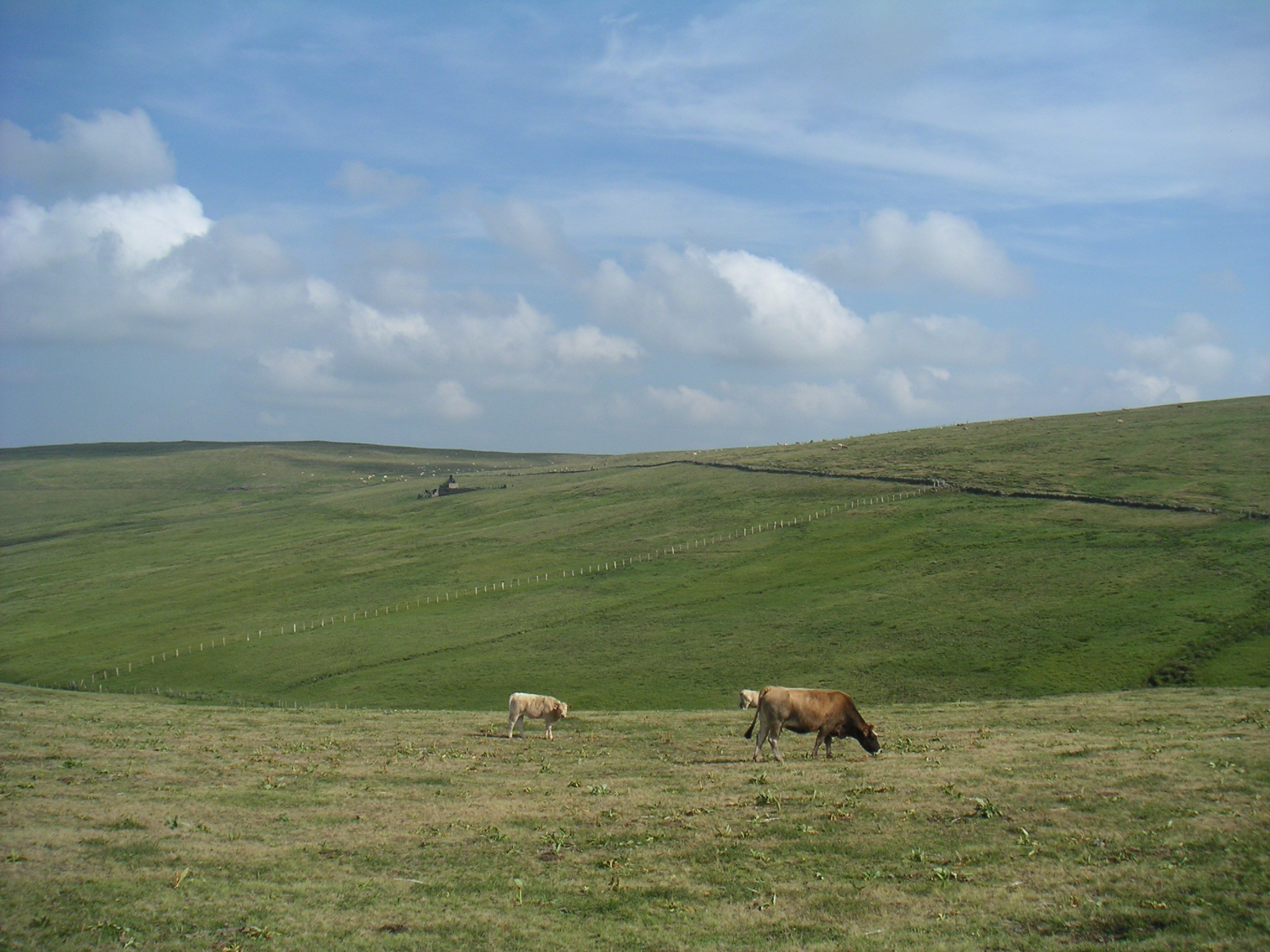
Les pâturages sur substrat basaltique sont les plus productifs du haut-plateau, ici au signal de Mailhebiau, point culminant de l'Aubrac à 1469 m.

Sur le haut-plateau déboisé en vastes espaces ouverts du fait de la présence séculaire des troupeaux transhumants, la longue période hivernale interdit toute activité pastorale d'octobre à mai et la persistance tardive de la neige et des fortes gelées, accentuées par le vent du nord (la bise), retarde fortement la période de végétation. Les précipitations utiles de printemps, régulières et abondantes, sont très favorables à la pousse des graminées. Elles permettent la présence de prairies dont la biomasse végétale est élevée, tandis que l'altitude détermine une flore diversifiée, caractéristique de l'étage de végétation montagnard. On distingue cependant des nuances en fonction de l'exposition aux pluies et surtout de la capacité de rétention des sols, moins importante sur substrats granitiques ou sur dépôts glaciaires que sur substrats basaltiques, et les grands épanchements volcaniques sommitaux accueillent les pâturages les plus productifs du haut-plateau. Du fait de la pluviométrie élevée et du caractère imperméable du soubassement granitique et basaltique, les bas-fonds, les cuvettes de surcreusement glaciaire ou les creux de nivation de l'ensemble des hauts reliefs se distinguent par une importante hydromorphie, évoluant en tourbière dans les situations les plus favorables. Durant l'été, des épisodes de sécheresse liés à la pénétration durable de masses d'air anticycloniques méridionales, accentuant les contrastes pédologiques, ne sont pas exceptionnels, et des coups de froid accompagnant le passage de perturbations océaniques sont par ailleurs réguliers.

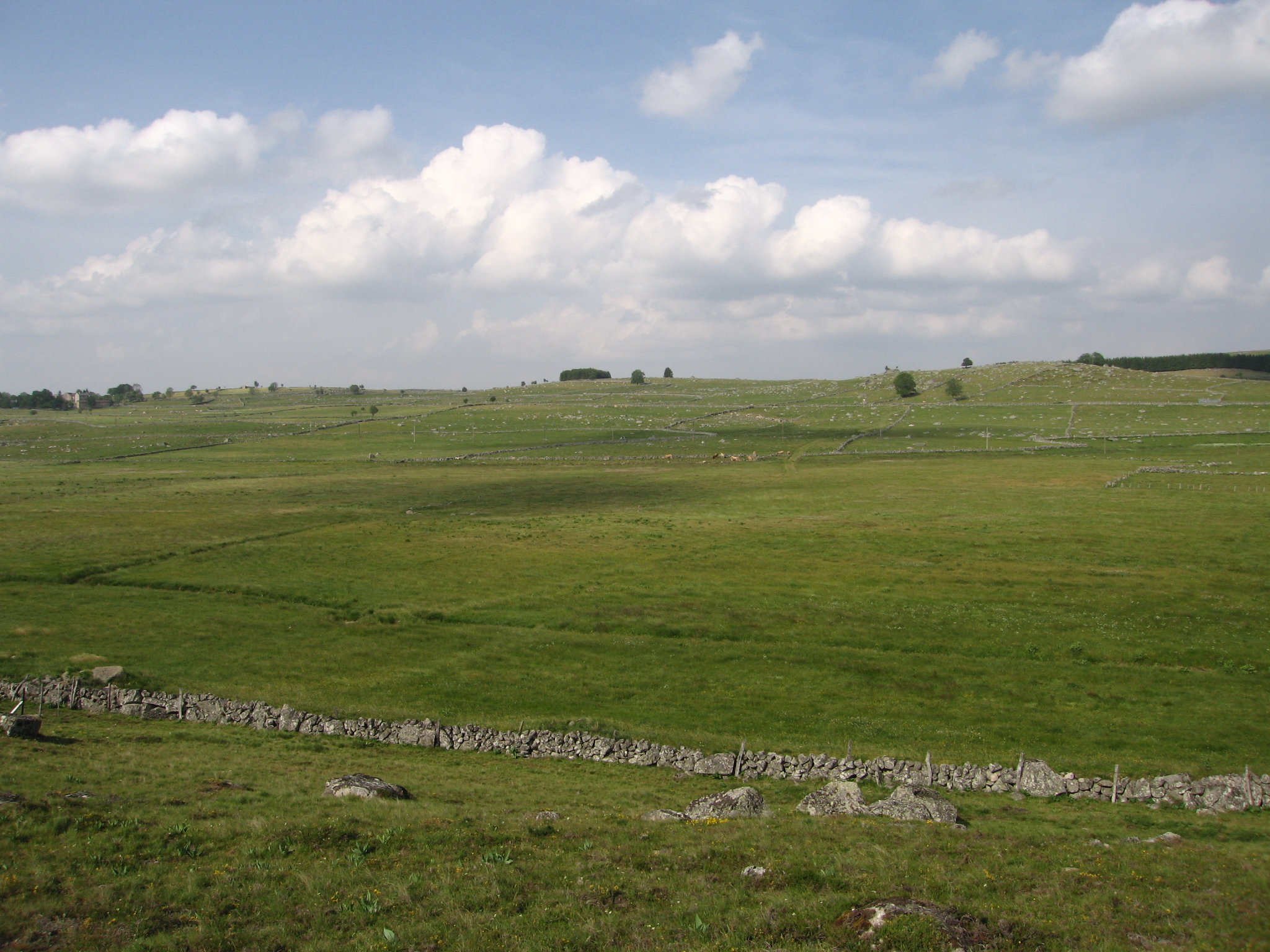
Les dépôts d'origine glaciaire ou périglaciaire présentent des blocs pierreux, ici en partie intégrés dans des murets, qui s'opposent à la récolte du foin.

Les plateaux occidentaux, d'altitude inférieure à 1 000 mètres, présentent des îlots résiduels de bocage signalant une mise en valeur permanente. Ils connaissent des totaux annuels de précipitations moins marqués que les hauts sommets, mais cette faiblesse relative est compensée par une période de végétation sensiblement plus précoce, dont le démarrage s'effectue en avril. Les pâturages y sont également très bien représentés, même si leur flore, appartenant à l'étage montagnard inférieur ou à l'étage collinéen, est parfois moins diversifiée. Bien que ces secteurs soient soumis à des hivers plus courts (novembre-mars), moins enneigés et moins froids, leurs rigueurs sont généralement aussi limitantes pour la végétation que sur les hauts reliefs.
La production du foin en quantité suffisante joue un rôle déterminant sur l'ensemble de l'aire d'appellation pour nourrir les troupeaux pendant les longues périodes hivernales, voire en complément du pâturage pendant les épisodes de sécheresse estivale. L'utilisation de la partie la plus élevée du haut-plateau pour le pâturage saisonnier des bovins et la présence de blocs de pierre sur les dépôts glaciaires ou périglaciaires, y restreignent généralement la production du fourrage aux sols alluviaux des fonds de vallons humides les plus favorables. La plus grande part du foin provient cependant traditionnellement des prairies libres de troupeaux pendant la période d'estive, sur la partie nord-orientale granitique du haut-plateau située aux confins de la Margeride, ou sur les reliefs inférieurs à 1 000 mètres d'altitude. À l'exception du pays des Boraldes et des flancs de vallée, souvent difficiles à exploiter en prairies de fauche du fait de leur déclivité, les pentes y sont généralement peu marquées et permettent de disposer d'importantes surfaces propices aux récoltes. Ces dernières s'opèrent principalement sur prairies naturelles ou permanentes, mais en basse-Viadène granitique, les prairies temporaires cultivées occupent une place dominante.

### Valeur fourragère et qualité organoleptique des herbages

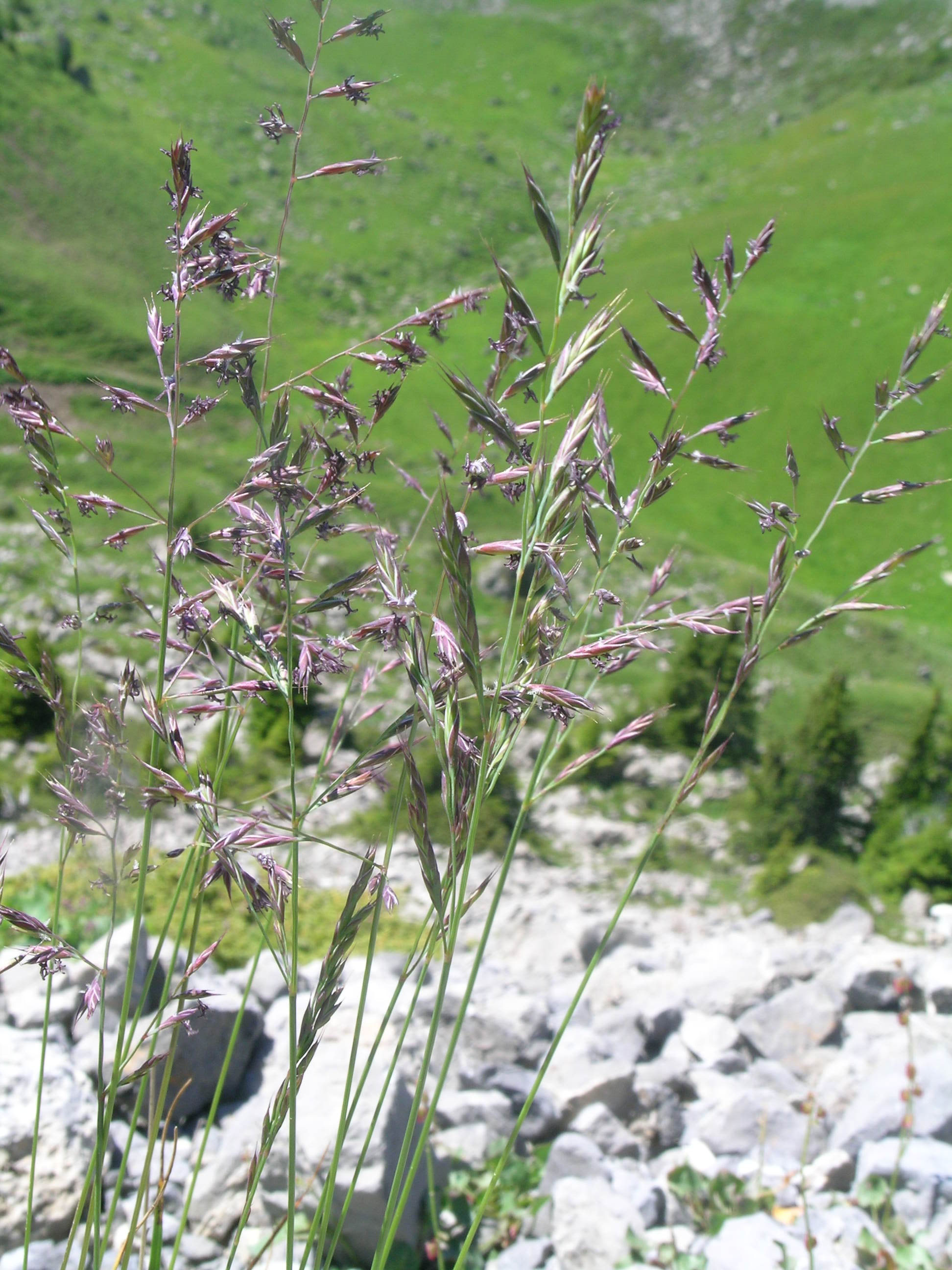
La fétuque rouge, de valeur nutritive moyenne, est une des graminées les plus caractéristiques des prairies naturelles d'Aubrac.

L’altitude et le climat de l'aire d'appellation limitent le potentiel nutritif des pâturages et des prairies de fauche. Sur les prairies naturelles à composante floristique très diversifiée de l'étage montagnard, largement dominantes au sein du territoire, la part des graminées est relativement faible. Les espèces les plus représentées (Fétuque rouge et Agrostide commune, ces dernières pouvant représenter plus de 50 % des surfaces pâturées), caractéristiques des systèmes d'élevage extensif d’altitude, sont par ailleurs de teneur énergétique moyenne.
Dans la partie granitique et des dépôts glaciaires du haut-plateau nord-oriental, le potentiel nutritif est souvent moins important. Sur les secteurs les plus sous-pâturés, la tendance à l'expansion des ligneux bas non consommés par les vaches (callune, genêts) et des graminées à teneur énergétique très faible (nard raide, danthonie retombante, agrostide des chiens), y restreint de manière conséquente la valeur nutritive des herbages.
Sur les plateaux occidentaux inférieurs à 1 000 mètres d'altitude, la composition floristique des prairies naturelles est de moins en moins variée lorsque l'altitude diminue et la part des graminées plus élevée, mais ces dernières (Fétuque rouge, Agrostide commune, Fromental), sont également de valeur nutritive moyenne.
Ces caractéristiques nutritives relativement médiocres sont cependant à nuancer. La présence dans les cortèges prairiaux d'espèces végétales dont la liaison positive sur la digestibilité de la matière organique a été montrée récemment (pissenlits et céraistes notamment), représente un facteur améliorateur de l'assimilation par les bovins nourris sur pâturages à teneur énergétique peu importante. D'autre part, si la valeur fourragère nette des herbages montagnards est relativement faible au moment de la pousse printanière en comparaison des herbages de plus basse altitude, cette valeur diminue lentement au cours de l'été du fait de la tendance fraîche et humide du climat et de la phénologie échelonnée des espèces représentées, et la disponibilité en nutriments s'étend sur une plus longue période.
La présence dominante des prairies naturelles d'altitude au sein de l'aire d'appellation détermine une flore très spécifique, variée et parfumée, qui contribue à la typicité et à la saveur du laguiole. La richesse de ces herbages en variétés végétales s'exprime essentiellement à partir de 900 mètres d'altitude et une étude récente a montré qu'ils sont associés à des fromages présentant d'une manière générale des flaveurs plus fruitées et plus lactées. Le nombre élevé et l'abondance des composés volatils terpéniques propres à certaines espèces de ces milieux prairiaux, jouent pour ce qui les concerne un rôle de premier plan dans les qualités organoleptiques du produit fini. Présents dans le lait puis se concentrant dans le fromage, ces composés lui transmettent une part importante de sa spécificité en fonction des zones de pâturage, à l'image des terroirs viticoles
Sur les prairies naturelles d'altitude d'Aubrac, le fenouil des Alpes (la « cistre »), le thym faux pouliot, la brunelle commune, le petit boucage (ou boucage saxifrage), le gaillet vrai (ou gaillet jaune) et l'achillée millefeuille contribuent notamment aux qualités olfactives et gustatives du laguiole,,,.
Si pour sa part le régime des troupeaux à base de foin n'a pas de conséquence importante sur la valeur nutritive des apports fourragers par rapport à celui sur pâturage, il produit en revanche des fromages relativement moins typés sur le plan organoleptique, à fortiori si le fourrage provient de prairies cultivées.
La composition floristique et la qualité nutritive des pâturages et prairies de fauche sont étroitement liées aux pratiques d'élevage. Les phénomènes de déprise ou de sous-pâturage qui concernent les secteurs granitiques ou des dépôts glaciaires aux herbages moins productifs, se traduisent par une conquête des pâturages par la strate arbustive, préparant le retour de la forêt. Un surpâturage des prairies productives, tend de son côté à réduire la part des meilleures espèces fourragères au sein des cortèges herbagers et un piétinement intensif consécutif à une charge de bétail trop élevée, amoindrit la diversité floristique en favorisant quelques espèces dominantes (crételle des prés, trèfle blanc). Le surpiétinement peut même aboutir dans certains cas à la disparition du couvert végétal. Sur les prairies de fauche naturelles, un apport d'engrais excessif se traduit par une augmentation de la biomasse et de la valeur nutritive du fourrage produit, mais aussi par une diminution de la richesse spécifique des herbages, due à une régression ou une disparition des espèces non adaptées à des niveaux de ressources élevés. Ces différents enjeux font notamment l'objet de réflexions dans le cadre des zones natura 2000 récemment créées sur le plateau d'Aubrac, en vue d'aboutir à des mesures favorables à l'élevage, indispensable au maintien des prairies naturelles, mais aussi destinées à préserver la biodiversité de ces dernières.

Espèces des prairies naturelles d'altitude d'Aubrac contribuant à la typicité du laguiole
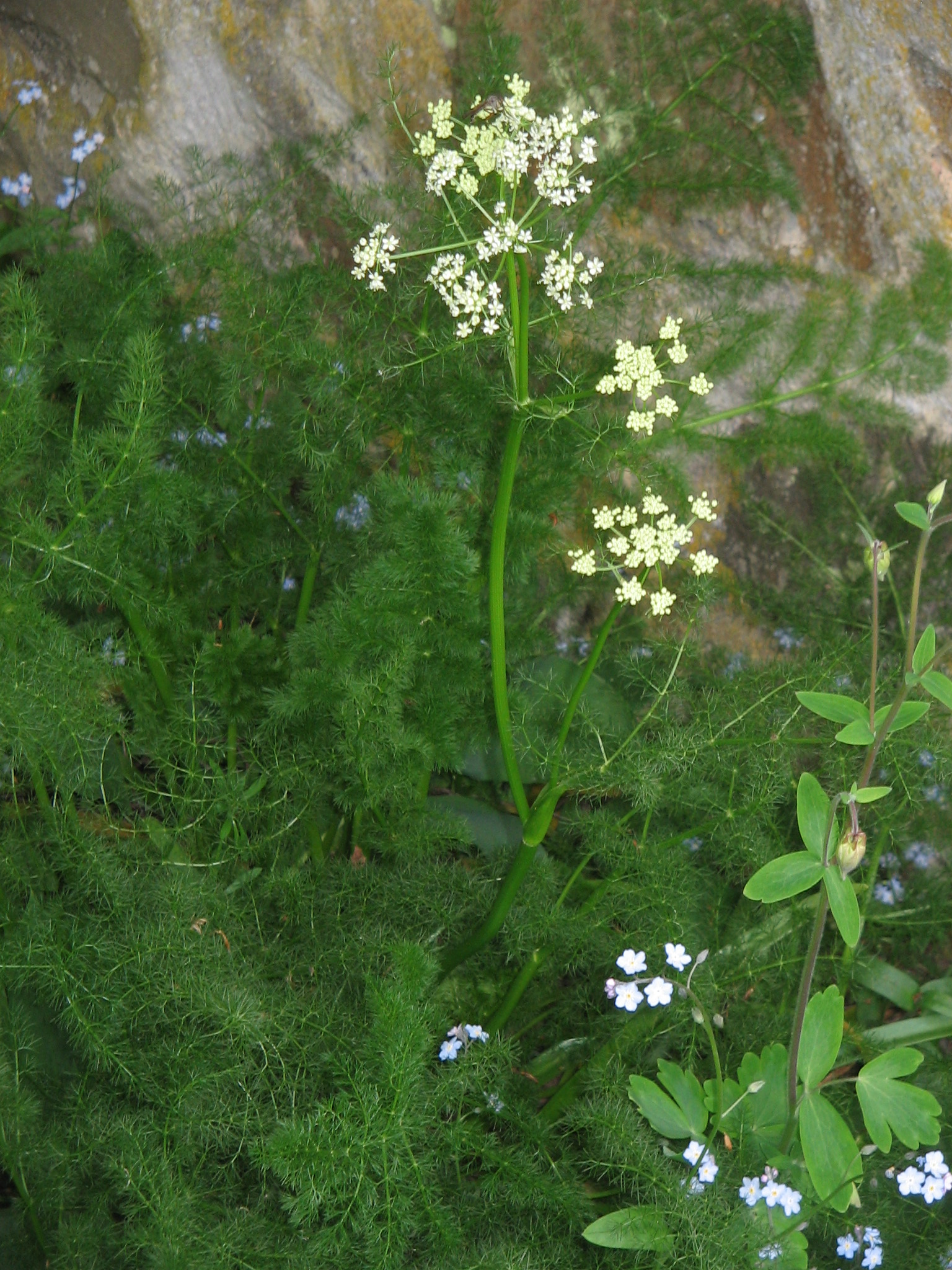
Fenouil des Alpes ou « cistre »
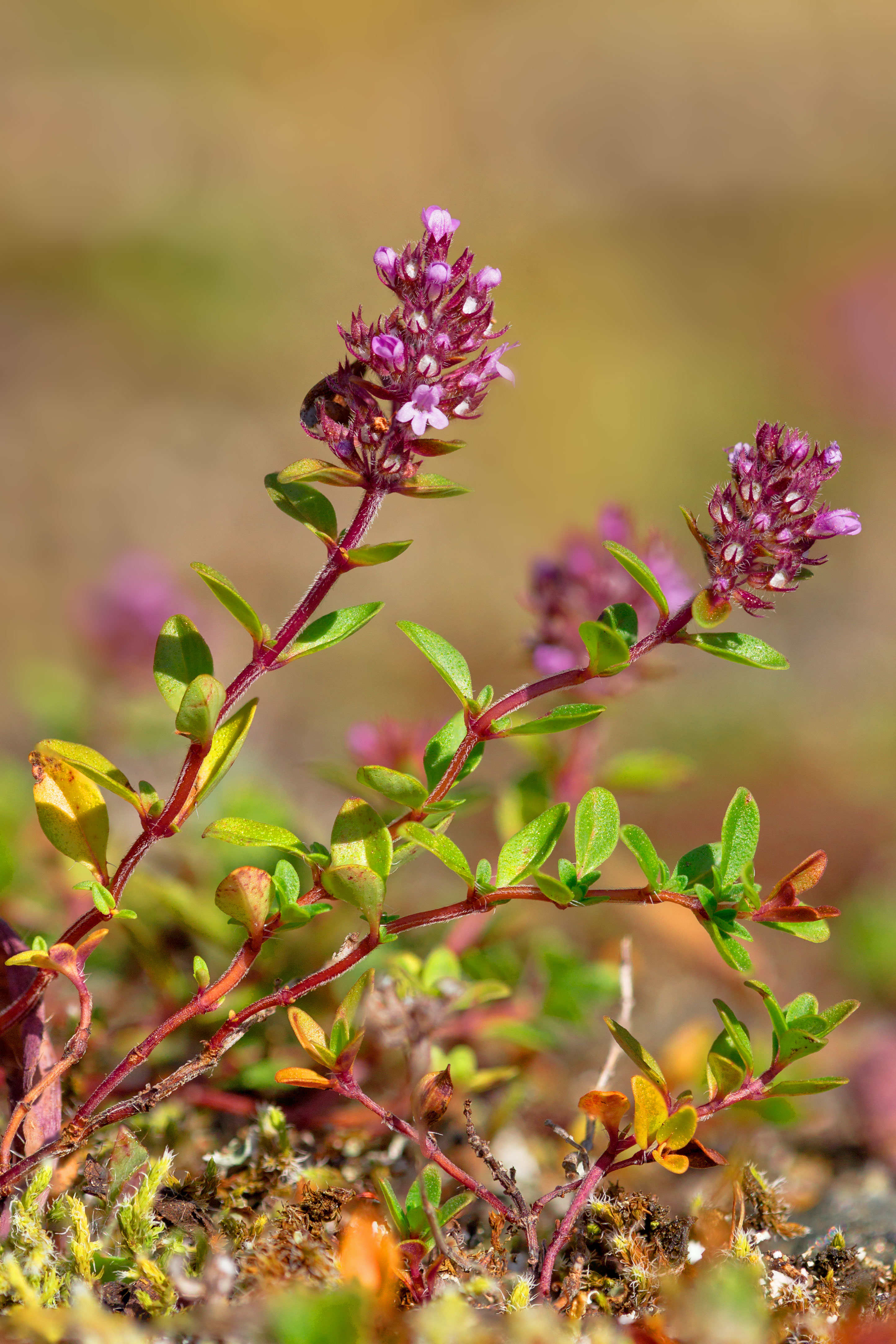
Thym faux pouliot
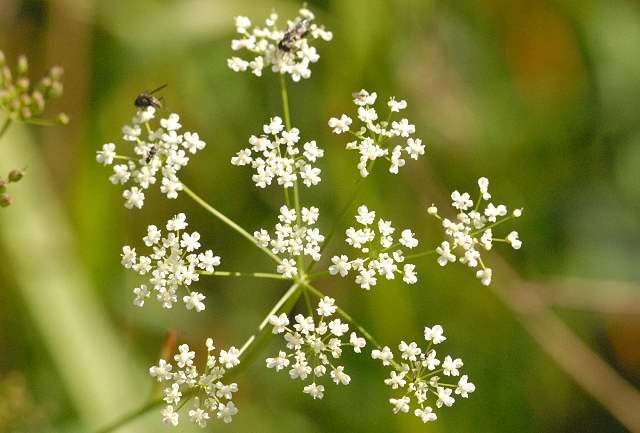
Petit boucage ou boucage saxifrage
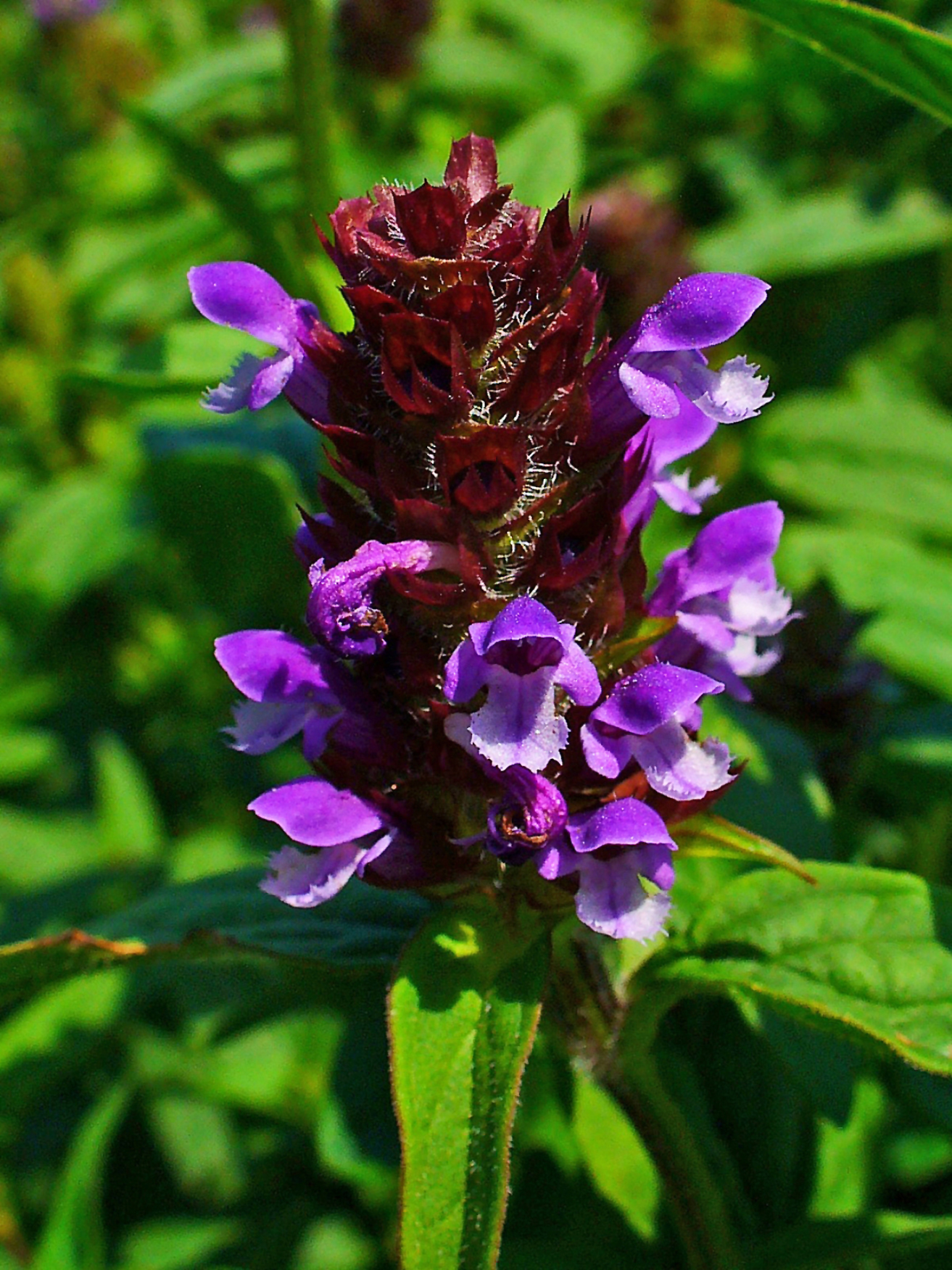
Brunelle commune
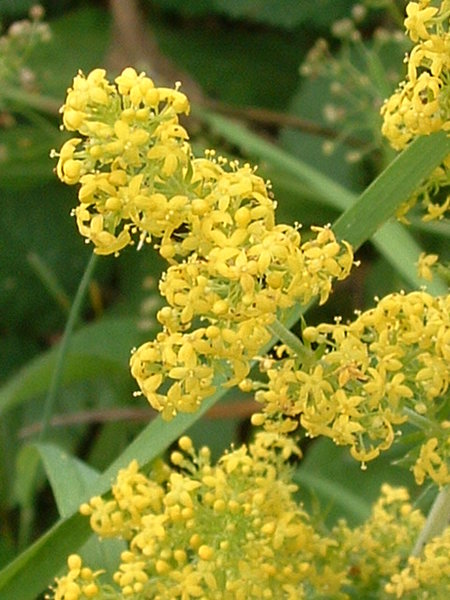
Gaillet vrai ou gaillet jaune
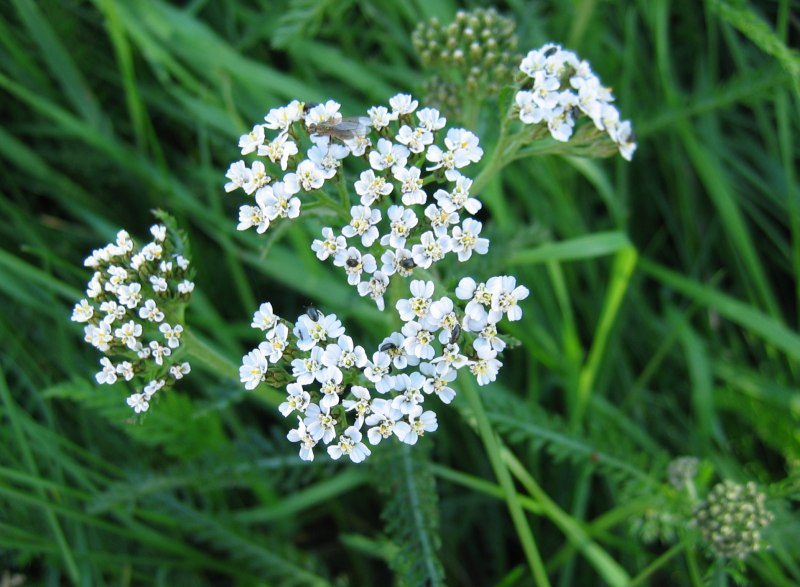
Achillée millefeuille

### La production laitière

#### Des races bovines rustiques

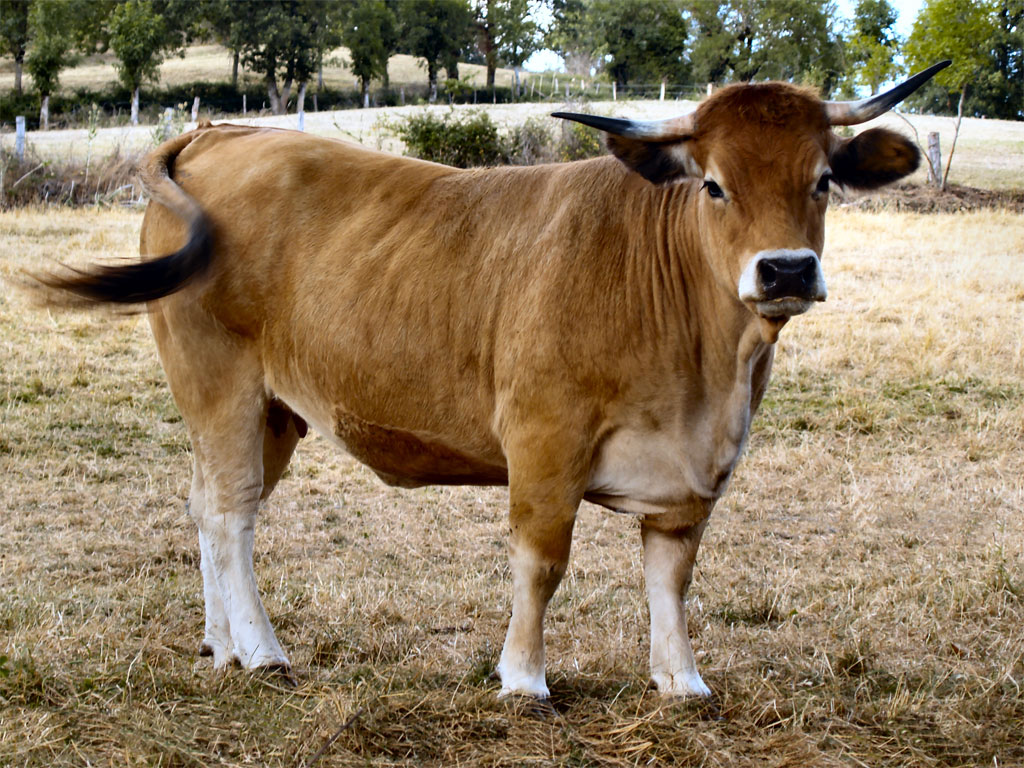
Vache aubrac.

Seules les races laitières aubrac et simmental française sont autorisées pour la production du laguiole depuis le 1er janvier 2004.
L'aubrac est la race régionale, élevée depuis des siècles sur le plateau d'Aubrac pour la production fromagère. La rudesse de ce terroir a forgé la rusticité de cette race capable d'affronter les conditions de vie en moyenne montagne. Autrefois, elle fut race à triple fonction : laitière, bouchère et race de trait. Dans le contexte de disparition de la traction animale et de diminution des débouchés en lait qui ont marqué le XXe siècle, la sélection de variétés plus productives en viande a fait de cette race une excellente race allaitante. Dans les années 1950-1960, la pratique de croisements avec des taureaux charolais fait néanmoins chuter l'effectif. La race est relancée par une sélection vers ses qualités bouchères. Pour préserver le fromage laguiole, le conseil régional de Midi-Pyrénées a parallèlement inscrit la souche laitière de la race aubrac dans son conservatoire du patrimoine biologique régional : en 1991, un programme d'insémination artificielle et de sélection de long terme a été mis en place entre des génisses issues de mères bonnes laitières et de la semence congelée de taureau des années 1960-1970 ayant donné des filles bonnes laitières, en vue de retrouver la souche laitière d'origine. Au début des années 2010, ce programme commence à porter ses fruits et permet de commencer à réintroduire la race aubrac au sein de la filière de production du laguiole.

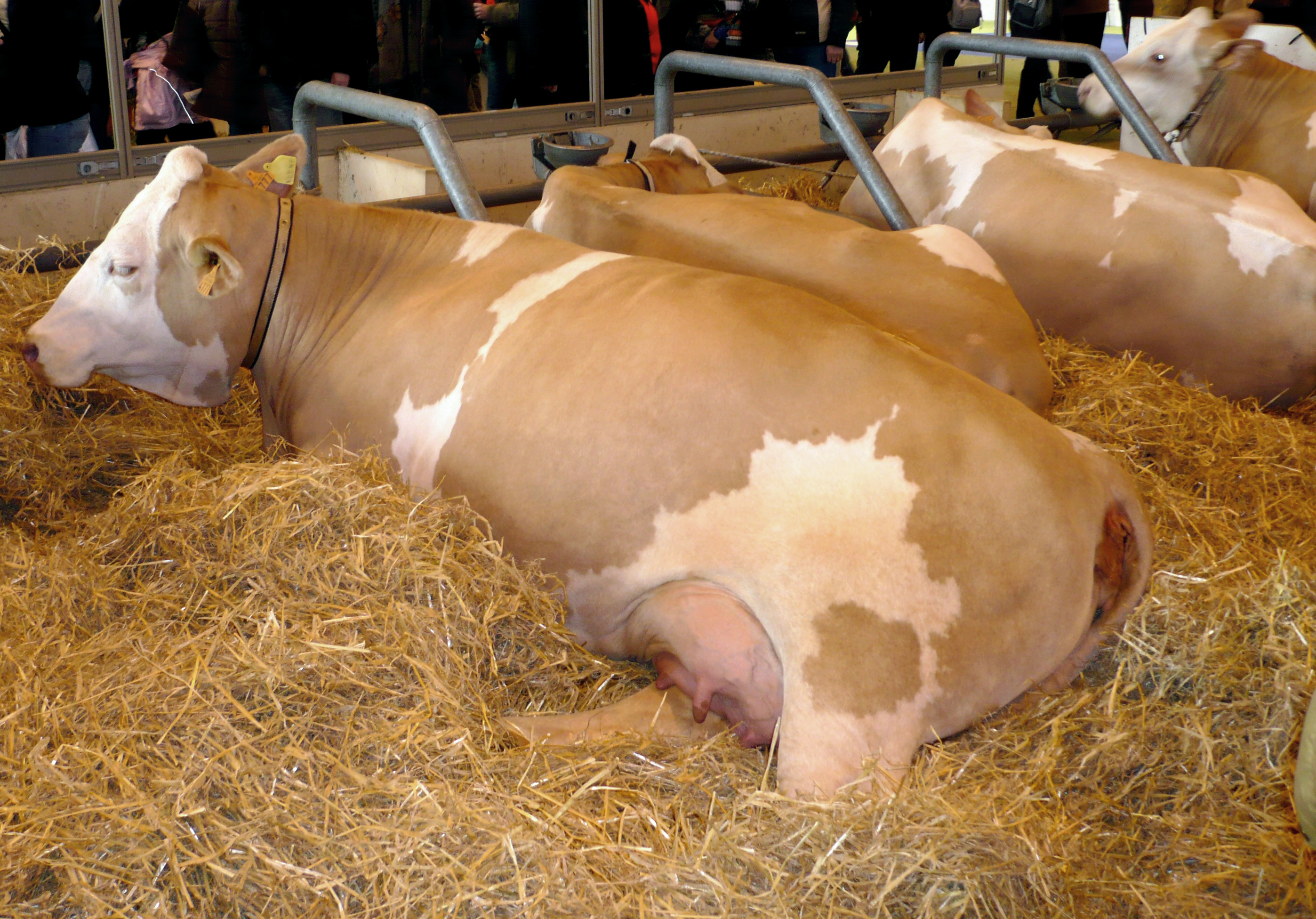
Vaches simmental au salon de l'agriculture.

La race simmental française a été introduite dans le sud du Massif central pour produire du lait de qualité fromagère. En 1988, le taux protéique du lait de la race aubrac était trop bas et ses capacités laitières trop faibles pour être rentables en fromagerie. La simmental française a contribué à y remédier,, étant immédiatement disponible quand il a fallu du temps pour reprendre la sélection laitière de l'aubrac en vue de reformer un troupeau performant. Ses atouts ont séduit les éleveurs de l'Aubrac : rusticité en zone de montagne, qualité de son lait, aptitude à transformer les herbages médiocres.
La capacité laitière de la simmental est en augmentation constante et importante. Elle est passée de 4 500 à 5 800 kg entre 1991 et 2006, tout en maintenant une bonne composition du lait (taux de matière grasse et de protéines) et en gardant sa rusticité. Elle s'est révélée être la race laitière ayant la plus grande longévité, mais également le plus faible taux d'infection des mamelles ou le plus faible écart entre deux vêlages, lors d'une confrontation avec la prim'holstein, la montbéliarde, la normande et la brune.

#### L'élevage laitier
Depuis l'interdiction de tout ensilage en 2012, la base de l'alimentation des vaches fournissant le lait pour la fabrication du laguiole est composée d'herbe pâturée librement au sein de l'aire d'appellation, ainsi que de fourrage en provenance de cette dernière. Lors d'évènements climatiques exceptionnels se traduisant par un déficit en foin local, du fourrage peut être acheté hors aire, avec la permission de l'INAO. Une demande est faite par le syndicat de défense et de gestion de l'appellation et sa requête est examinée par la commission d'agrément des conditions de production.
En période de disponibilité d'herbe, sauf lorsque les conditions climatiques ne le permettent pas, la ration de base du troupeau laitier est principalement composée d'herbe pâturée pendant une durée minimum annuelle cumulée de 120 jours. Pendant cette période, les éventuels apports de fourrages en complément de la ration d'herbe pâturée ne peuvent dépasser 3 kg de matière sèche par jour et par vache laitière, en moyenne sur le troupeau et sur la période de pâturage. En période d'indisponibilité d'herbe, le fourrage représente la base de l'alimentation. Quelle que soit la période de l'année, les seuls fourrages autorisés sont composés de la flore locale des prairies et pâtures naturelles ou permanentes, ainsi que des graminées et légumineuses fourragères cultivées des prairies temporaires.
La liste des aliments ou additifs distribués comme compléments à la ration de base (céréales, protéagineux, sels minéraux, vitamines, oligo-éléments…), destinés à équilibrer les apports nutritionnels, est encadrée par le cahier des charges de l'appellation. Ceux-ci sont par ailleurs limités à 6 kg par vache en lactation et par jour, en moyenne sur l’ensemble des vaches laitières en lactation et sur l’année. Dans le cas d'une production fermière, il s’agit d’un mélange d'aliments produits sur l’exploitation et de composants achetés à l’extérieur. Dans tous les cas, seuls sont autorisés pour l’alimentation des animaux les végétaux, les aliments et produits complémentaires non transgéniques et ne contenant pas de produits d'origine transgénique. L’implantation de cultures transgéniques, destinées ou non à l'alimentation des troupeaux, est par ailleurs interdite sur toutes les surfaces d’une exploitation produisant du lait destiné à être transformé en laguiole.
Au niveau de chaque exploitation, la traite est mécanisée et réalisée 2 fois par jour. Ainsi la monotraite comme la traite robotisée ne sont pas autorisées par le cahier des charges . La production moyenne par vache laitière présente sur l'exploitation, exprimée en quantité de lait commercialisée ou transformée sur l'exploitation, ne peut dépasser 6 000 litres de lait par an (valeur moyenne du troupeau).
Les producteurs laitiers doivent tenir à jour un registre relatif aux pratiques d'élevage inscrites dans les obligations du cahier des charges de l'AOC et font l'objet de contrôles réguliers.

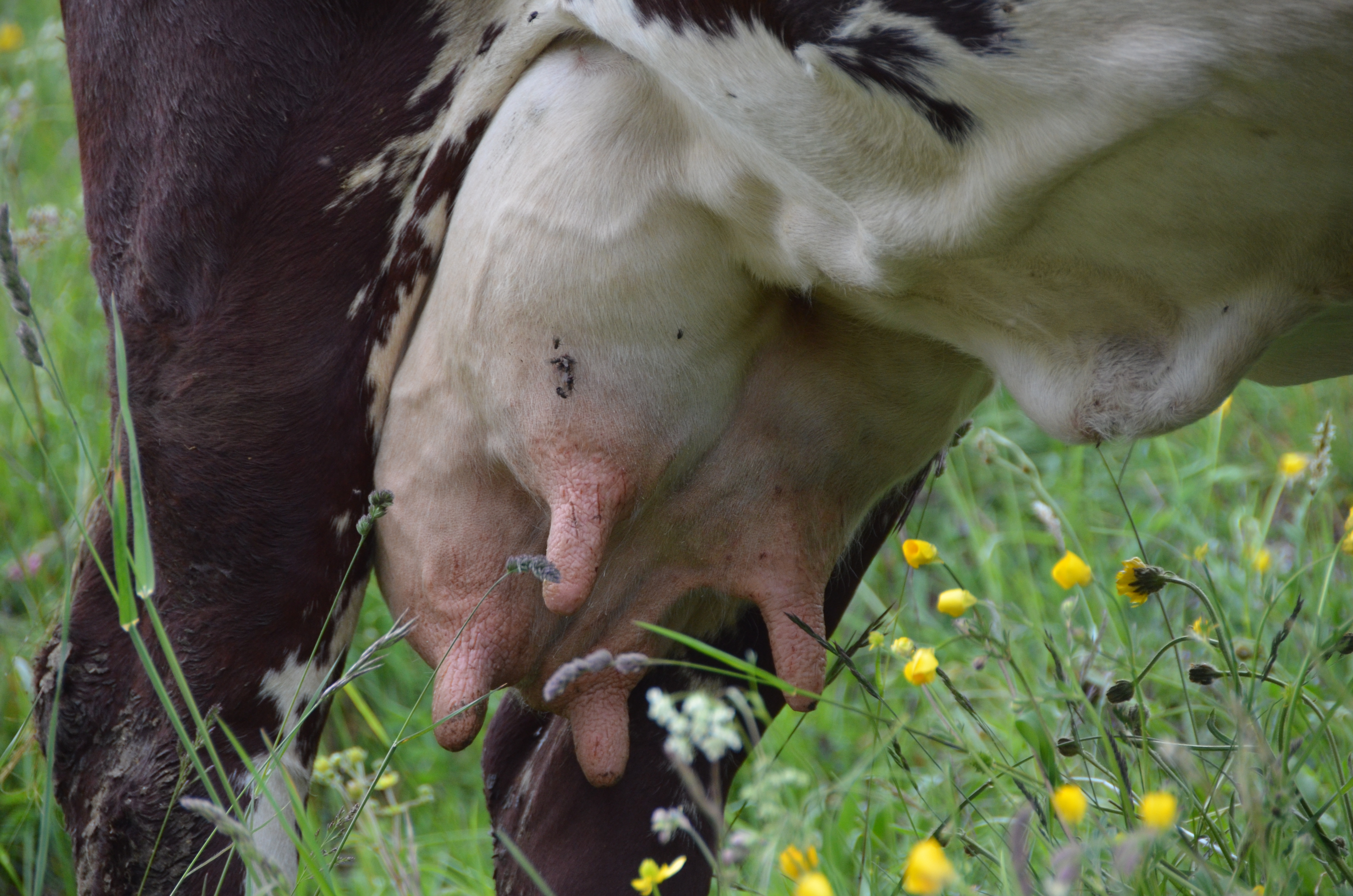
Les trayons des vaches accueillent une microflore bactérienne utile participant à la qualité du laguiole.

De nombreuses études menées en France depuis la fin des années 1990 montrent que les pratiques instaurées depuis les années 1970 visant à éliminer les germes présents au sein de l'élevage laitier (utilisation de détergents ou de produits de désinfection pour les matériels de traite, les trayons des vaches, nettoyage intensif de l'environnement des animaux en stabulation), ont des conséquences négatives sur les microflores bactériennes naturelles du lait et du fromage, indispensables pour assurer la plénitude de l'affinage et la typicité des fromages au lait cru (bactéries lactiques et bactéries intervenant à partir de la phase d'affinage). Ces études se poursuivent actuellement dans le cadre du « réseau fromages de terroirs », en vue de préciser les interactions complexes et évolutives opérant au sein des écosystèmes microbiens concernés, et de parvenir à concilier enjeux sanitaires et qualité des fromages. Les premiers résultats ont conduit le syndicat de défense et de promotion du fromage de laguiole AOC-AOP à encourager dans un premier temps les éleveurs à cesser l'usage de solutions savonneuses ou antiseptiques pour le nettoyage des trayons et à utiliser de la laine de bois, pratique hygiénique respectueuse de la flore microbienne favorable au fromage.
Dans l'objectif de consolider la qualité et la typicité du laguiole en interdisant en 2004 le maïs fermenté puis en 2012 l'ensilage à base d'herbe préfanée, le nouveau cahier des charges de l'AOC a renforcé la place de l’herbe au sein de l'élevage laitier, ce qui n’est pas sans conséquence importante sur les systèmes d’exploitation des éleveurs. Le « pôle fromager AOC Massif central » et ses partenaires ont initié en 2007 un programme de recherche-développement innovant intitulé « prairies AOC », ayant pour but de permettre aux éleveurs de mieux utiliser leurs pâturages et prairies de fauche grâce à la mise au point de systèmes d’exploitation durables, alliant autonomie fourragère, qualité du lait et des fromages et préservation de la biodiversité. Depuis le milieu des années 2000, certains éleveurs ont dans ce contexte adopté la technique du séchage en grange, qui permet de sécuriser les récoltes de foin, d'améliorer l'autonomie fourragère de l'exploitation et la qualité fromagère du lait, ainsi que les conditions de travail.

### Transformation fromagère et affinage: un riche héritage

#### La tradition des burons

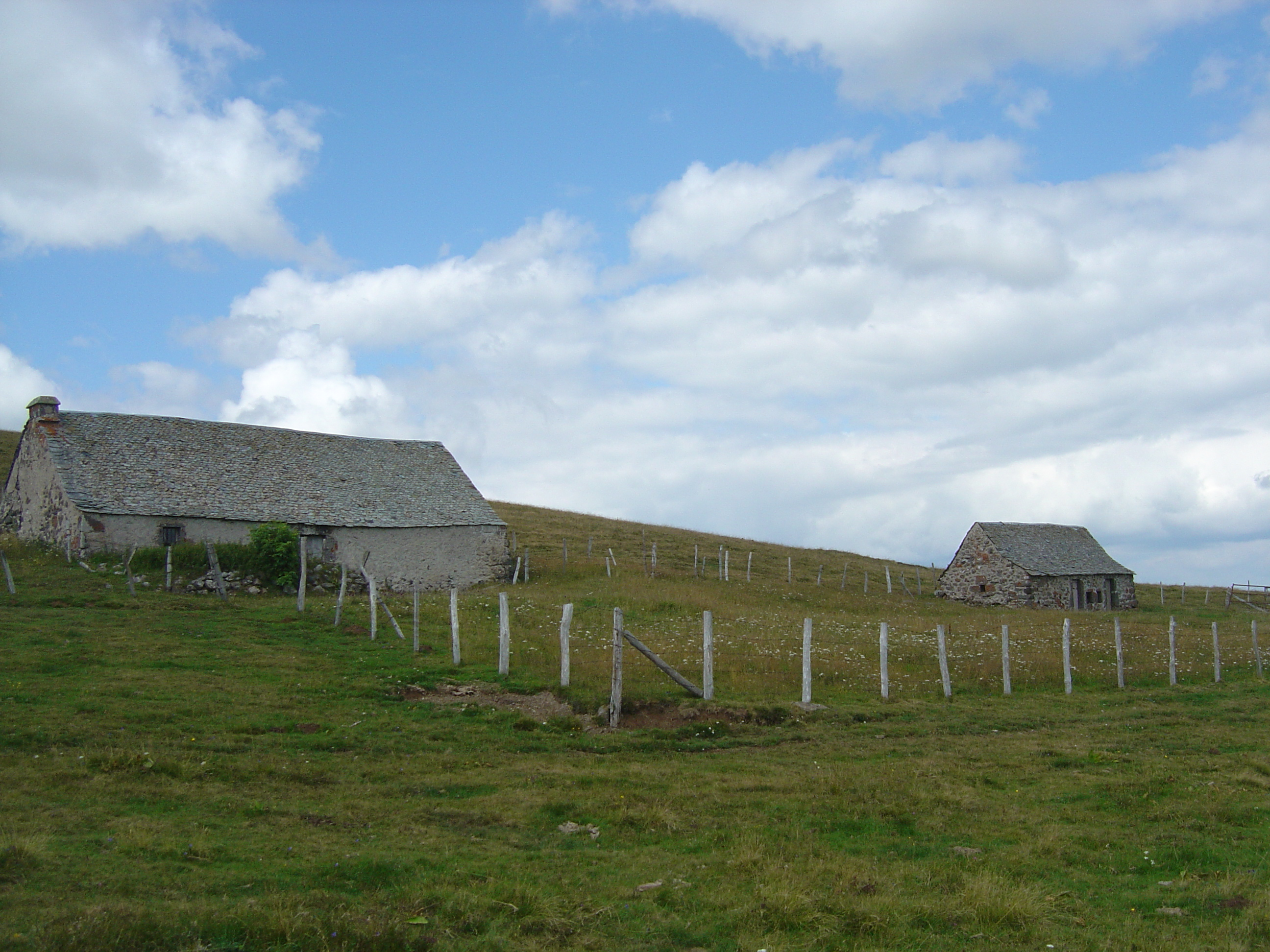
Buron sur le Puy de Gudette, en partie enterré afin de maintenir une fraîcheur suffisante pour l'affinage des fromages.

Autrefois, les vaches laitières destinées à la fabrication du laguiole montaient du 25 mai au 13 octobre à l'estive sur le haut-plateau, au buron. Ce fruste bâtiment situé au cœur des pâturages d'altitude abritait l'équipe des buronniers, la fromagerie, la cave d'affinage et comprenait le plus souvent en annexe une loge à cochons (sout). Le bâtiment était généralement en partie enterré sur un versant, afin de maintenir dans la cave une fraîcheur suffisante pour l'affinage des fromages.
Le travail au mazuc (buron) était régi par le chef et fromager : le cantalès. Le bedeliè (de bedèl : veau) était le conducteur d'élevage du troupeau. Il soignait les bêtes, les dirigeait vers les meilleurs pâturages, guidait les bedelóus (jeunes veaux) vers leur mère. Le pastre était chargé de la traite, et le rol (ou roul) représentait l'homme à tout faire. Ce dernier était souvent un jeune garçon en apprentissage. Avec le temps et l'expérience, il pouvait devenir pastre ou bedeliè, et s'il se montrait doué, cantalès.
La traite avait lieu deux fois par jour, tôt le matin et en milieu d'après-midi, en plein air, quelles que soient les conditions climatiques. Le troupeau était rassemblé à cette occasion dans un parc mobile protégé du vent par un assemblage de claies constituées de branchages (cleda), régulièrement déplacé pour fumer équitablement la « montagne ». Afin d'obtenir une bonne lactation, il était nécessaire d'amorcer la traite en conduisant préalablement chaque veau à sa mère pour une rapide tétée, puis de le maintenir attaché à la jambe avant de cette dernière durant la récolte du lait, avant de le libérer pour lui concéder un reliquat. Sitôt tiré dans le farrat (seau de traite en bois cerclé de métal), le lait était versé dans la gerle (gèrla: cuve en bois de châtaignier équipée d'un couvercle), à travers une étamine (estivinha) destinée à le filtrer. La traite terminée, il était rapidement conduit par un attelage bovin jusqu'au buron, avant d'être placé au coin du feu pour éviter qu'il ne refroidisse. La présure était ajoutée, et le lait était tenu tiède le temps de la coagulation, qui nécessitait environ une heure.

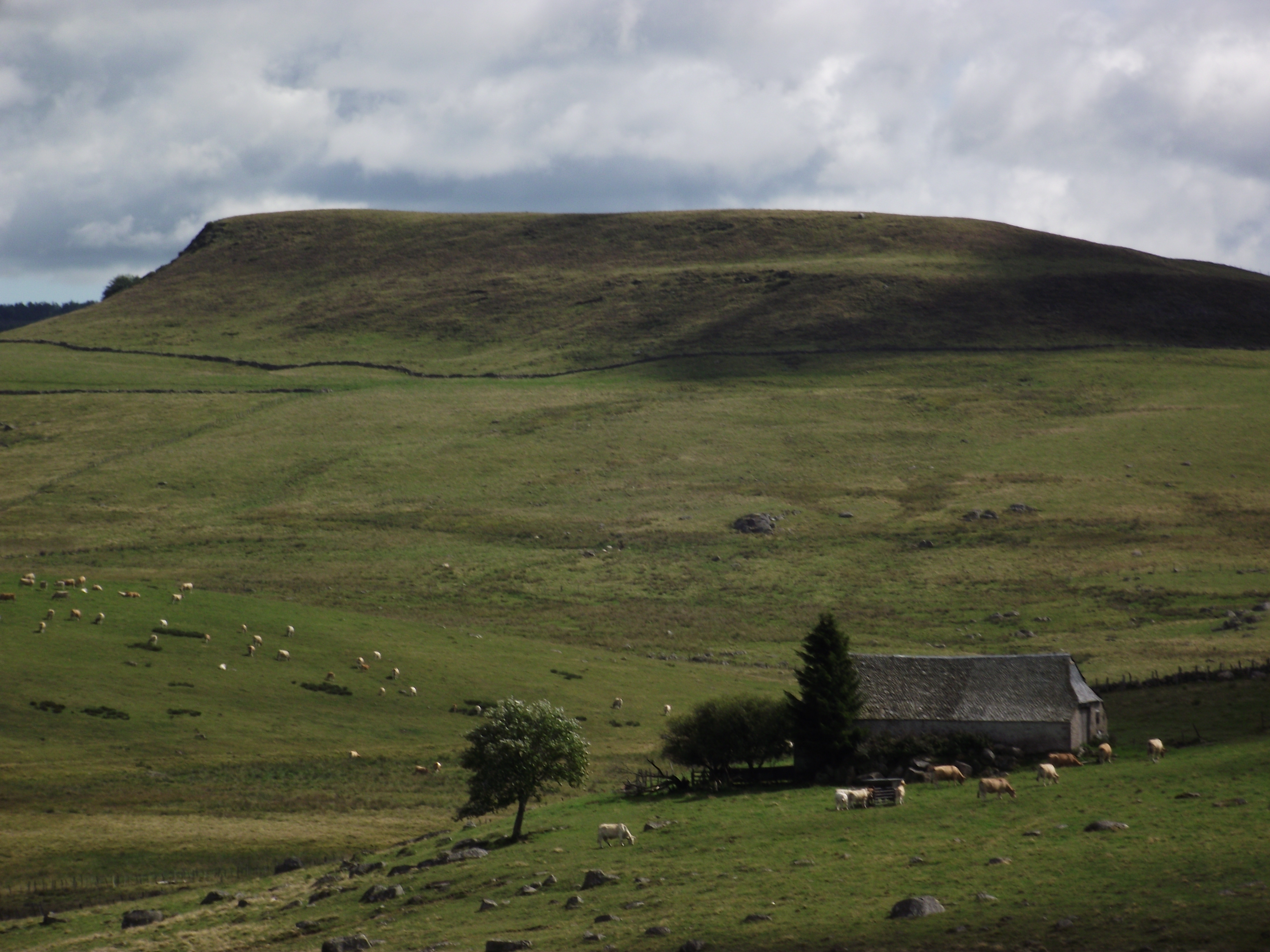
Vaches au pâturage près d'un buron à Saint-Urcize.

Une fois pris, le caillé était rompu à même la gerle avec la menòla, puis les fragments étaient rassemblés en masse compacte par un mouvement de rotation lent et prolongé à l'aide de l'atraçador, opération permettant de séparer la majeure partie du petit lait (gaspa) en préservant une part importante de matière grasse. Le petit lait était prélevé avec le poset, pour être valorisé sur place (fabrication de crème et beurre, alimentation des cochons, boisson). Le caillé égoutté (oncalat) était ensuite placé dans une toile fine (peilhe) et subissait plusieurs passages sur la selle à presser (cachaira), entre lesquels intervenaient retournements et tranchages. Ce procédé, important pour le vieillissement du fromage, était répété jusqu'à extraction complète du lactosérum. La tome ainsi obtenue murissait un jour ou deux à la cave ou dans la salle de fabrication du buron, avant d'être coupée, puis broyée à la fraiseuse. Le sel était dès lors incorporé, à raison de 20 à 25 grammes/kg, lors du travail sur la selle à pétrir. Cette préparation était de nouveau laissée à murir de quelques dizaines de minutes à plusieurs heures selon la température extérieure, avant d'être placée dans la forme (aplech), garnie d'une étoffe, dispositif au sein duquel elle était progressivement pressée sous le pesador pendant une durée de quarante-huit heures. Au cours de ce second pressage, le fromage était retourné à au moins dix reprises, afin d'extraire le lactosérum résiduel,.
Les fourmes, d'un poids de huit à quarante-huit kilogrammes selon la quantité de lait disponible, étaient ensuite démoulées puis entreposées à la cave sur des planches en hêtre pour y être affinées pendant au moins quarante-cinq jours, à une température d'environ 10 °C en moyenne (maximum 14 °C). Au cours de l'affinage, des retournements quotidiens et des brossages réguliers étaient destinés à accompagner la formation de la croûte. La production fromagère était vendue à partir de l'été, et en automne, le cantalès fermait le buron pour le long hiver, tandis que le troupeau redescendait au bas-pays. Pendant l'estive, à l'occasion de repas festifs entre buronniers (fête de la Saint-Jean en particulier), de la tome était utilisée pour la préparation de l'aligot (cuecha).
À la variété des pâturages de chaque « montagne » et aux différences de savoir-faire des cantalès, correspondaient des productions de typicité différente, les « crus » les plus réputés provenant des environs de Laguiole. En dehors des rendements peu élevés dus au très fort et très rapide ressuyage destiné à la garde des fromages, les quantités produites étaient essentiellement liées au potentiel laitier relativement faible des vaches de race aubrac et aux conditions climatiques. En moyenne, une vache de souche locale fournissait 550 litres de lait et permettait la fabrication de 45 à 55 kg de fourme durant une saison d'estive,, mais lors d'exceptionnelles périodes de sécheresse, cette quantité pouvait diminuer de 30 %. Au milieu du XXe siècle, le troupeau d'une « montagne » comprenant généralement entre 60 et 90 vaches de race aubrac, un buron pouvait fabriquer, en données moyennes, entre 3 et 4,5 tonnes de laguiole par saison.

#### La coopérative laitièreJeune Montagne
Depuis sa création en mars 1960, la coopérative transforme toute l'année le lait produit dans les fermes d'exploitations agricoles de ses adhérents, les troupeaux ne transhumant pas. Elle collecte au début des années 2010 chaque jour sur son site de Laguiole le lait réfrigéré de près de 80 fermes laitières réparties au sein de l'aire d'appellation, soit entre 20 et 30 000 litres de lait quotidiens.
Les méthodes d'élaboration du fromage reposent sur des procédés modernes s'appuyant sur les savoir-faire mis au point au cours des siècles précédents. À leur arrivée à la fromagerie, les laits mélangés sont laissés crus et entiers et mis à la température d'emprésurage à 30–35 °C. La concentration du lait par élimination partielle de la partie aqueuse avant coagulation et les traitements physiques (centrifugation, pasteurisation, microfiltration…), dommageables en particulier aux qualités gustatives, sont interdits. Les seuls ajouts autorisés sont la présure et les ferments lactiques, tous deux destinés à la coagulation du lait, les ferments lactiques jouant par ailleurs un rôle dans la qualité sanitaire du fromage. L'emprésurage a lieu avant que 48 heures ne se soient écoulées depuis la traite. Lorsque le lait est coagulé, le caillé est rompu, rassemblé, puis tranché et pressé avec au moins cinq retournements, afin d'extraire le lactosérum. Le caillé murit au moins douze heures dans une salle dont la température est comprise entre 14 et 26 °C, avant d'être broyé en éléments de la taille d'une noisette et salé à raison de 18 à 24 g/kg. Après un temps de repos d'une heure minimum, la tome broyée est placée dans un moule garni d'une toile, puis à nouveau mise sous presse pendant au moins quarante heures, subissant au cours de cette période un minimum de quatre retournements. La conservation des matières premières laitières, des produits en cours de fabrication, du caillé ou du fromage frais par maintien à une température négative est interdite.
Les fromages formés sont marqués en relief de la mention et du logotype de l'appellation, complétés d'une marque d'identification, puis sont transportés à la cave d'affinage. Ils sont posés sur des planches en bois, facteur de régulation de l'humidité et de biodiversité favorable à l'affinage, et au bout de quelques jours, la croûte commence à se former. Régulièrement brossés et retournés, ils vont y passer entre 4 et 18 mois, à une température comprise entre 7 et 8 °C (minimum 6 °C, maximum 12 °C). De la tome est retirée du cycle de fabrication du laguiole pour être vendue par la coopérative, ou transformée par cette dernière en aligot et en retortillat prêt à consommer.

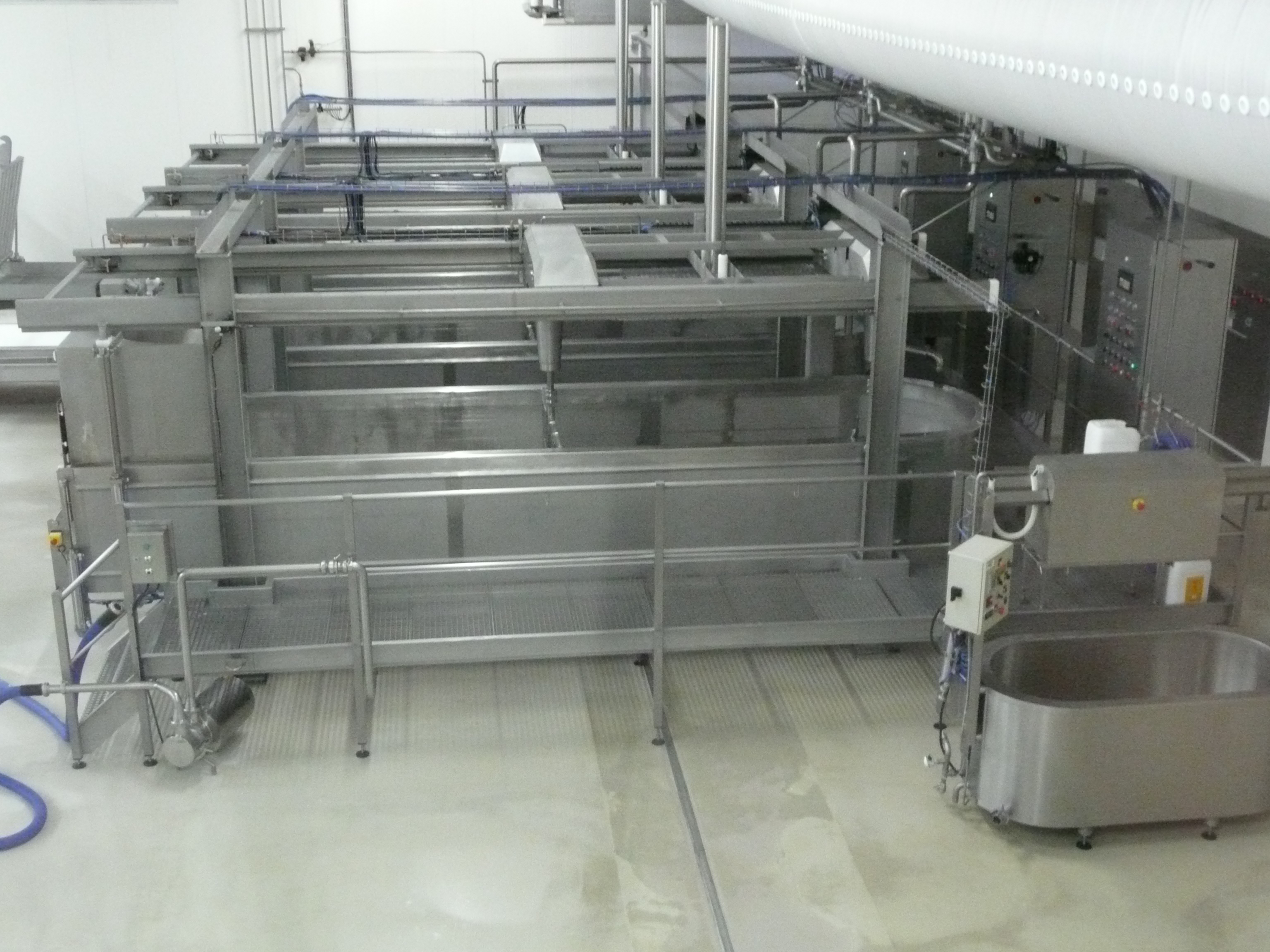
Étape 1 : Cuve où le lait caille
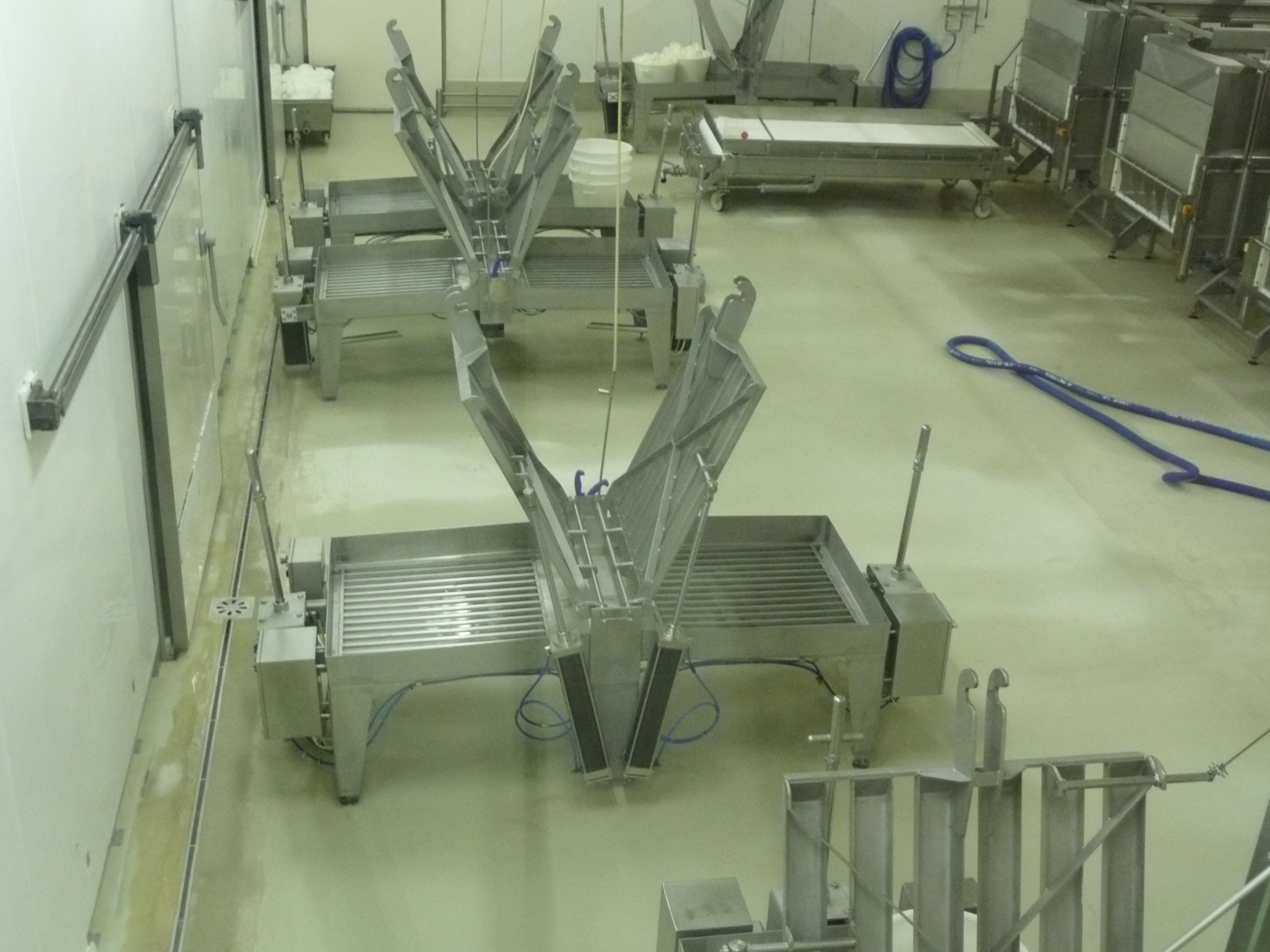
Étape 2 : Première presse
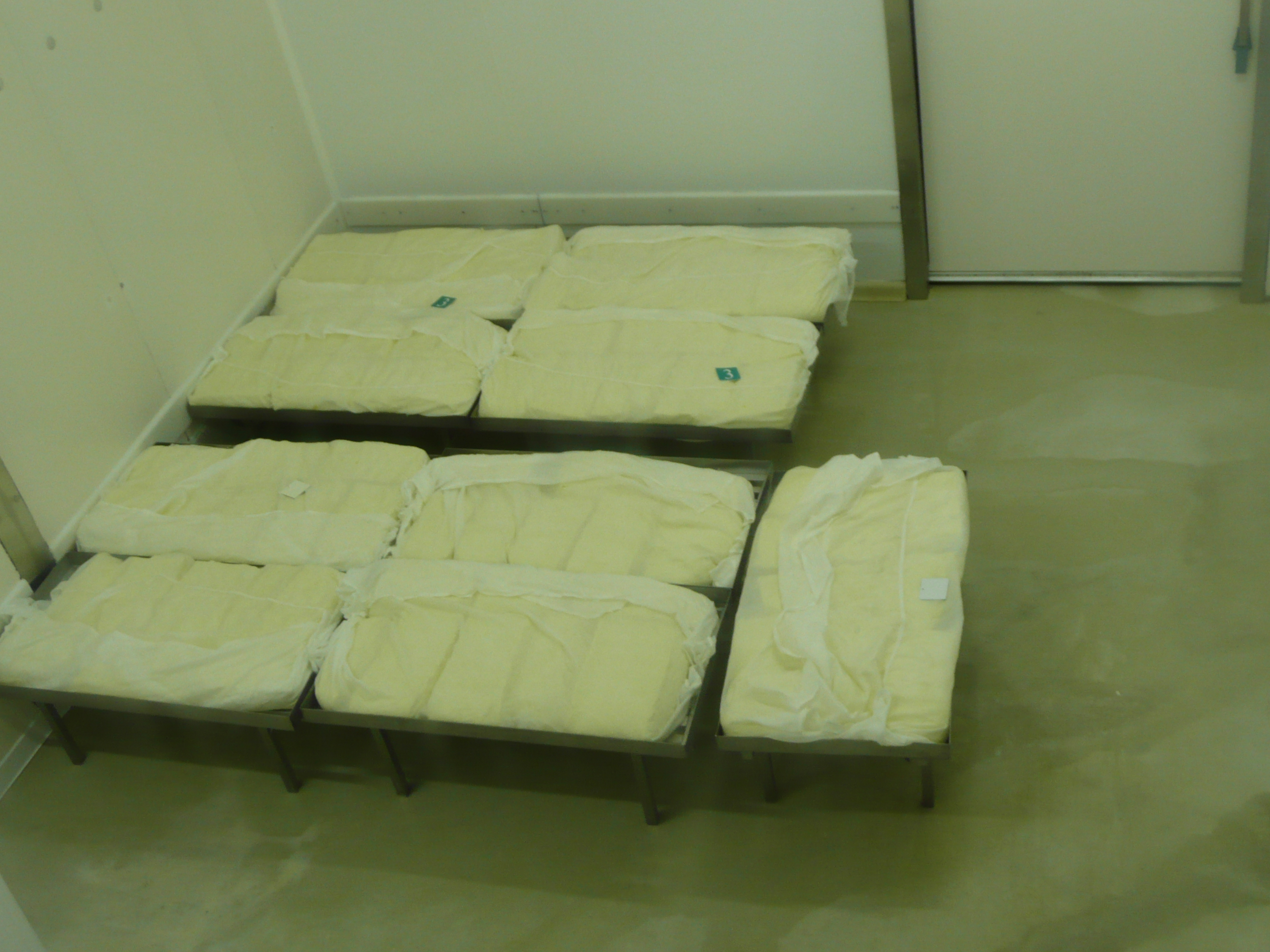
Étape 3 : Tomes reposant une nuit
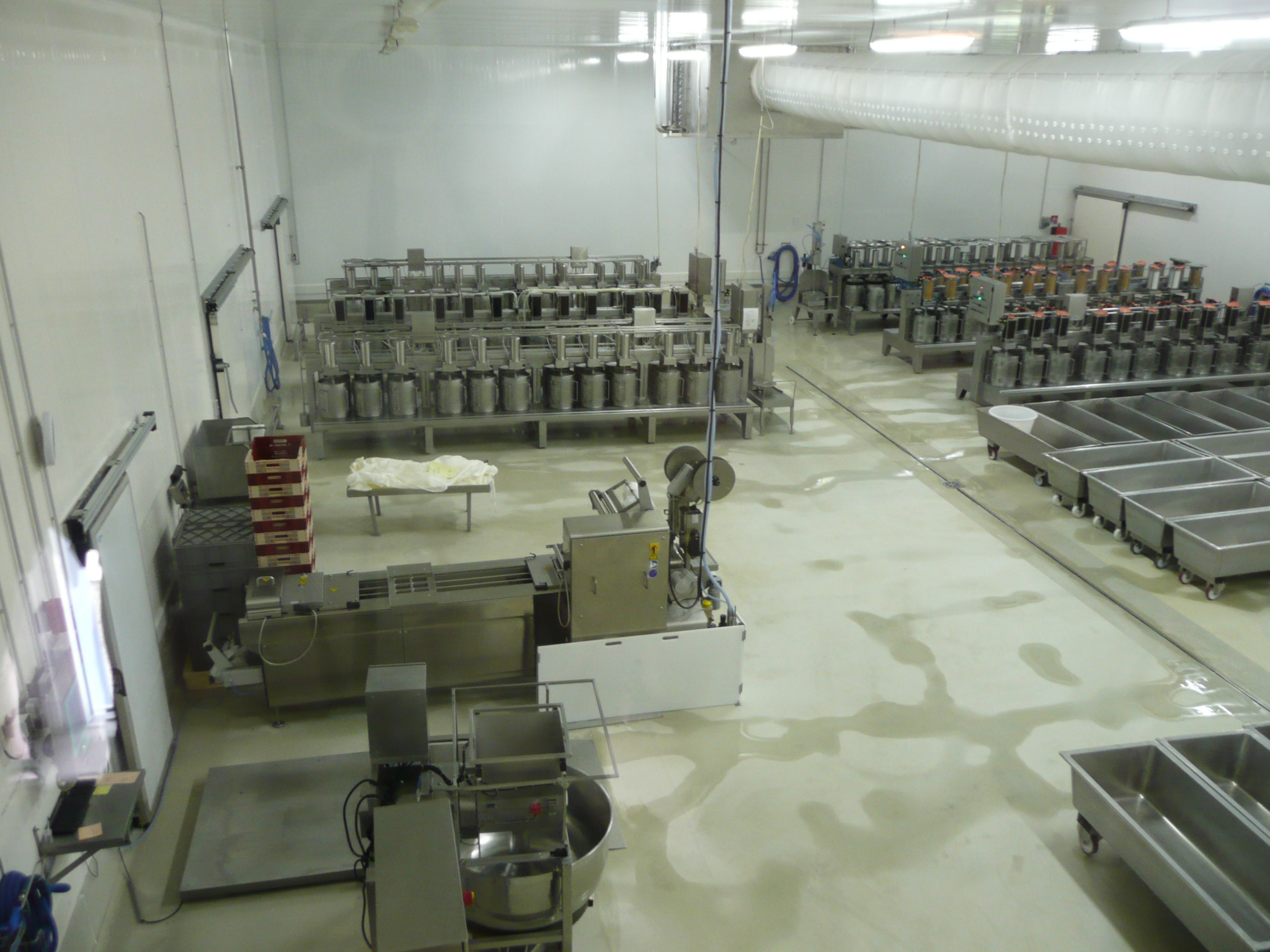
Étape 4 : Broyeuse et presse finale
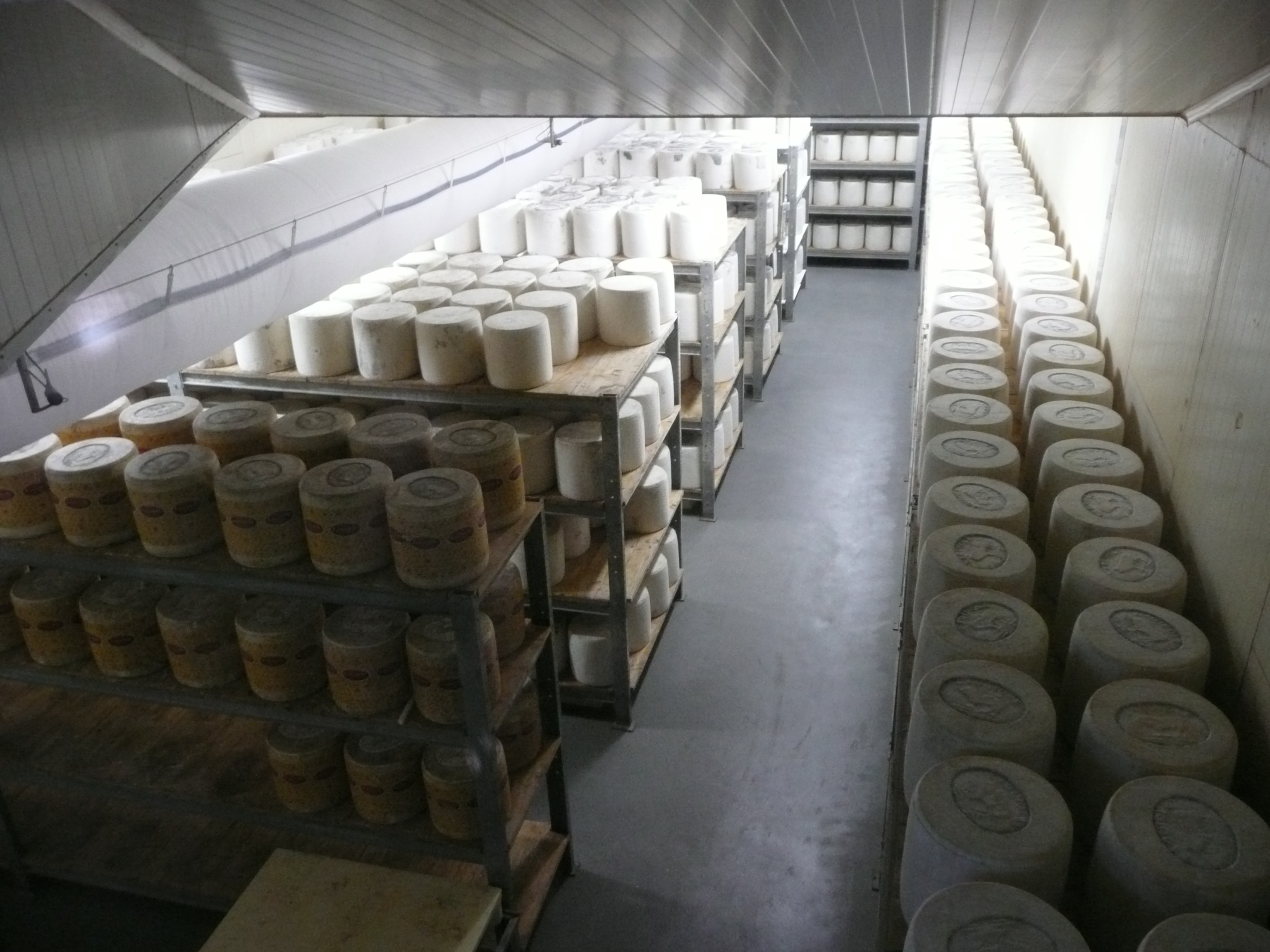
Étape 5 : Cave d'affinage

#### Le fromage fermier
Pour pouvoir bénéficier de l'appellation « fromage fermier », le laguiole doit être élaboré avec du lait provenant de la ferme, et la transformation du fromage doit être réalisée par l'éleveur-producteur au sein de cette dernière. L'affinage en dehors de l'exploitation agricole est autorisé. Dans ce cas, le nom de l'affineur doit être indiqué sur l'étiquetage. Les techniques de transformation, modernisées, s'appuient sur les savoir-faire issus des burons, mais le troupeau ne transhume pas et le fromage est fabriqué toute l'année. Les obligations liées au cahier des charges de l'AOC sont identiques à celles qui s'appliquent à la coopérative, mais les méthodes de fabrication présentent des différences. Le lait du matin est mélangé à celui de la veille au soir qui a été réchauffé. Deux traites consécutives maximum sont seules autorisées et le produit de la traite non refroidi du matin doit représenter plus de 50 % du volume total. La présure est immédiatement additionnée, puis le lait est laissé au repos à coaguler. Le caillé est ensuite rompu et brassé pendant vingt minutes. Le lactosérum est soutiré et le caillé est pressé, découpé et retourné entre 7 et 10 fois suivant la saison, pour l'obtention d'un ressuyage optimal. La tome est laissée au repos 24 heures à 20 °C avant d'être broyée, salée et mise sous presse une seconde fois. Pendant les opérations de pressage, la température ambiante doit être suffisamment basse (entre 13 et 15 °C), afin d'éviter des pertes de matière grasse dans le lactoserum. À la fin du second pressage, les fourmes sont marquées du logotype de l'appellation accompagné d'une plaque d'identification, et mises en cave d'affinage traditionnelle sur des planches en hêtre, à une température moyenne de 10 °C pour une durée minimum de 4 mois. De la tome est soustraite de la fabrication pour être vendue.

#### Contrôles
Chaque fabricant de laguiole tient à la disposition des autorités compétentes des registres ainsi que tout document nécessaire au contrôle de l’origine, de la qualité et des conditions de production des fromages. Les producteurs fermiers et les autres fabricants tiennent à jour une fiche de fabrication ou tout document équivalent mentionnant les paramètres technologiques de la fabrication nécessaires au contrôle, et les affineurs tiennent à jour un registre de cave mentionnant notamment les soins apportés aux fromages, la température et l’hygrométrie des caves.

## Le fromage

### Définition du cahier des charges de l'appellation
Le laguiole est un fromage à croûte sèche, à pâte pressée non cuite contenant au minimum 45 grammes de matière grasse pour 100 grammes de fromage après complète dessiccation. Sa teneur en matière sèche ne doit pas être inférieure à 58 grammes pour 100 grammes de fromage.
Il a la forme d'un cylindre de 30 à 40 centimètres de diamètre, d'un rapport hauteur / diamètre de 0,8 à 1 et d'un poids de 20 à 50 kilogrammes.
Sa pâte est de couleur ivoire à jaune paille et sa croûte, de couleur blanchâtre à gris clair, peut devenir brun ambré à gris granité au cours de l'affinage.

### Conditionnement et étiquetage
L'identification du fromage est obligatoire et permet la traçabilité. Elle est assurée par une impression directe sur la croûte du fromage, incluant dans un ovale la mention « Laguiole » accompagnée du taureau de Laguiole, logotype de l'appellation. Une marque d'identification est par ailleurs apposée sur chaque fourme immédiatement après la mise en forme, comportant les mentions suivantes : les lettres « LA » permettant d'identifier le laguiole, le numéro d'identification de l'atelier de fabrication, l’année de fabrication, le jour d’emprésurage dans l'année (de 1 à 366), et le numéro de cuve de caillage pour les ateliers transformant plusieurs cuves par jour,. Le laguiole peut être présenté en portions. L'étiquetage doit comporter la mention « Laguiole appellation d'origine protégée ». Lorsque le fromage est vendu après pré-emballage, les morceaux doivent obligatoirement présenter une partie croûtée caractéristique de l'appellation, à l'exception des portions individuelles inférieures à 70 grammes. La commercialisation de laguiole râpé est interdite.

### Consommation

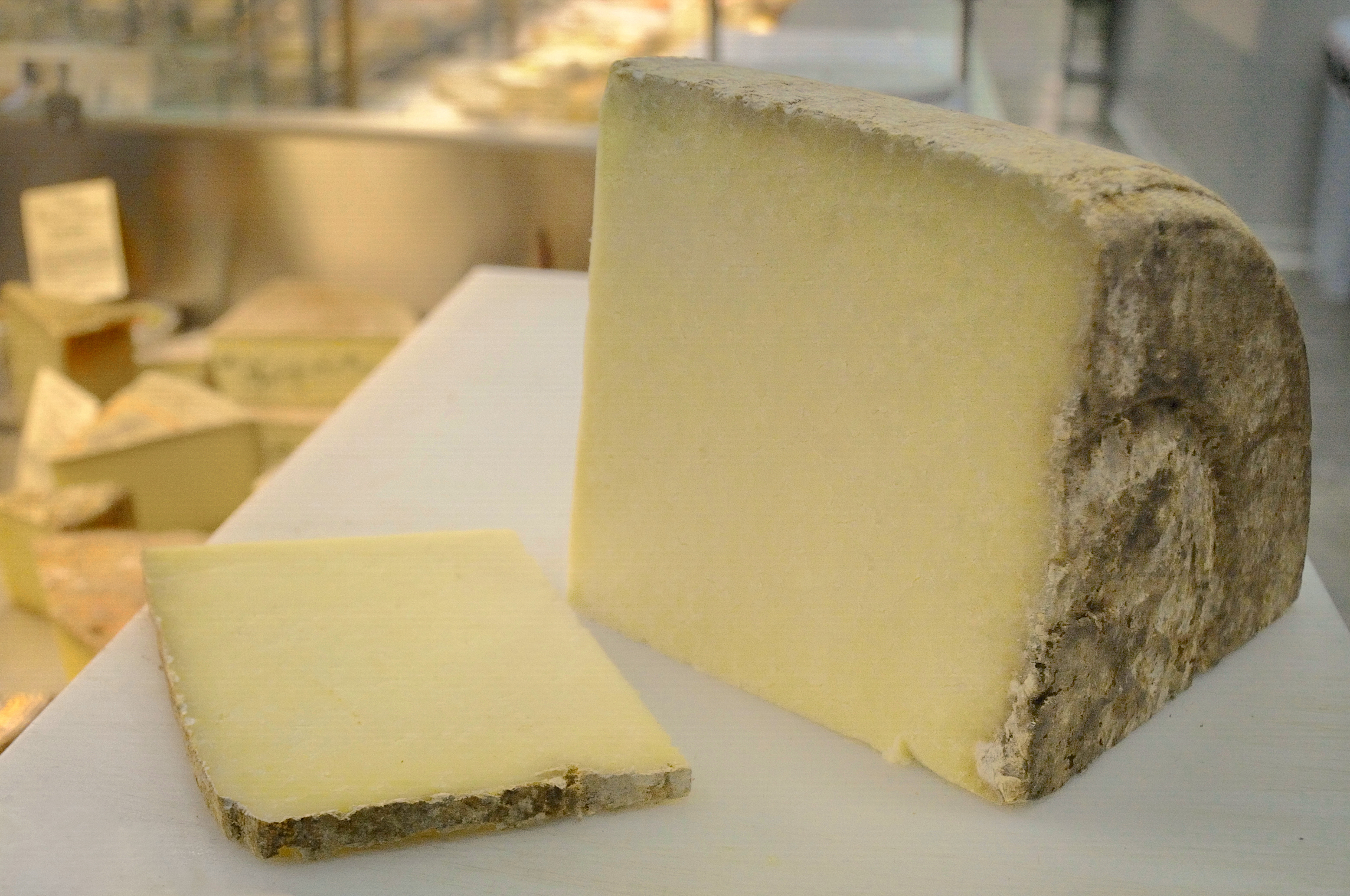
Une fourme de laguiole entamée pour la vente au détail.

Fromage de garde, le laguiole peut se consommer toute l'année après un affinage de 4 à 24 mois. Sa consommation est cependant idéale lorsque sa production a eu lieu pendant la période de pâturage de printemps-été, lorsque le lait s'imprègne des éléments aromatiques issus de la flore diversifiée alors consommée par les vaches. On reconnait ces fromages à la teinte jaune de la pâte plus prononcée que celle des fromages produits en hiver.

### Laguiole et gastronomie

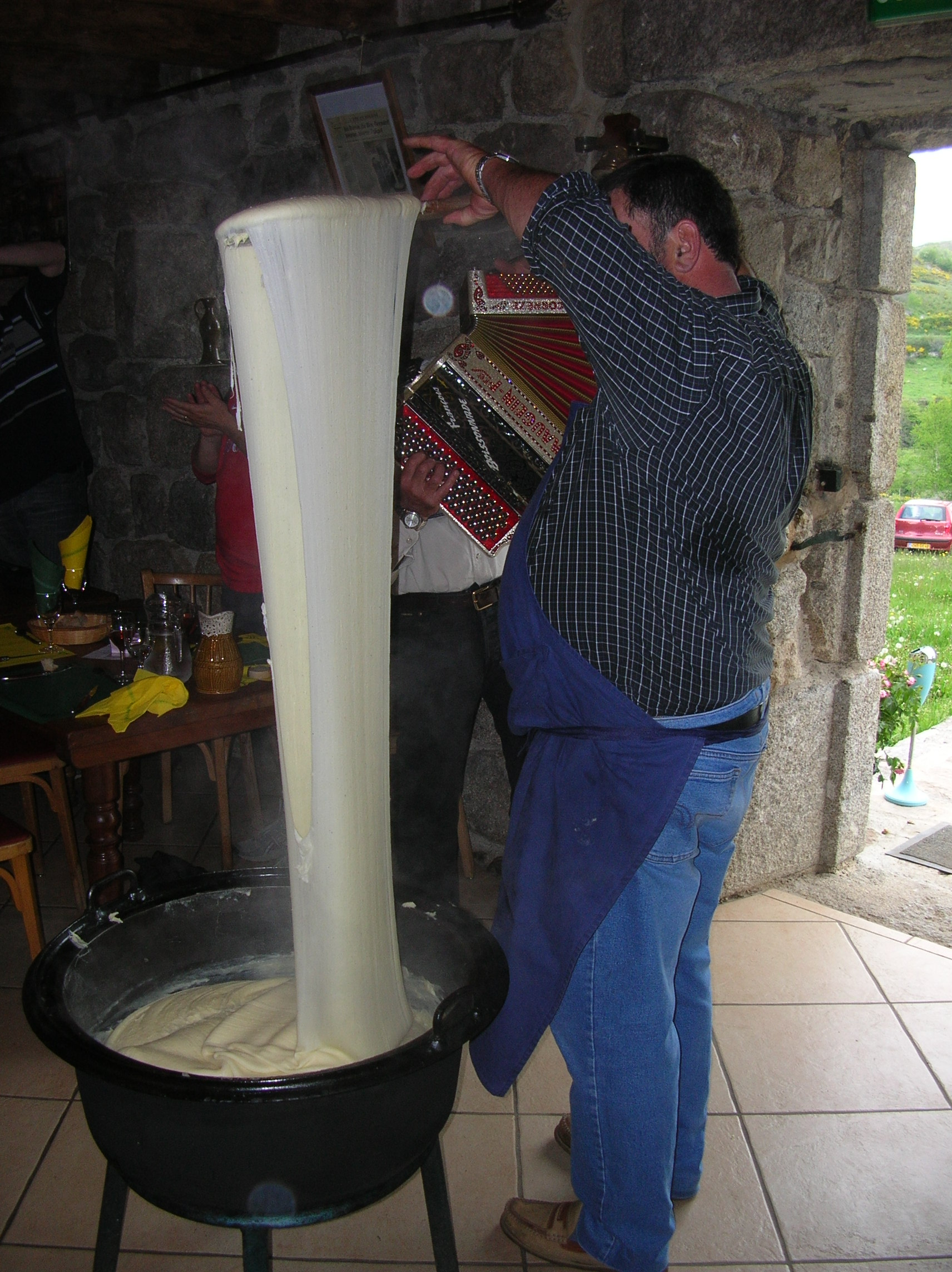
Aligot filant, prêt à être dégusté.

Un laguiole bien affiné, au goût franc et rustique, se reconnaît à sa croûte brune aux reflets orangés, à sa pâte colorée, souple, fondante et légèrement parfumée. Son goût est moyen à intense selon le degré d'affinage. Lacté avec des nuances de foin frais quand il est encore relativement jeune, le laguiole acquiert tout son caractère en vieillissant et s'enrichit de noisette sèche, avec une bonne persistance en bouche, soutenue par les arômes du terroir issus de sa fabrication au lait cru.
Le laguiole se déguste le plus souvent en fin de repas et s'associe bien avec un vin rouge régional, dont la variété permet des alliances en fonction de la durée d'affinage et de l'intensité du goût du fromage : AOC Marcillac bien charpenté sur un vieux laguiole, AOC Estaing fruité et gouleyant ou AOC Entraygues le Fel aromatique et velouté, avec les fromages encore jeunes ou moyennement affinés. Dans le même ordre d'idées, Raymond Dumay, sur indication de la confrérie Brillat-Savarin du Taste-Fromage, conseille de le servir lorsqu'il est vieux avec un AOC Cahors, fruité et charnu, ou encore avec un AOC Beaujolais, dont la gamme étoffée ouvre la possibilité à de nombreux accords en fonction de la durée d'affinage.
Le laguiole entre dans la préparation de la soupe au fromage, plat traditionnel de l'Aubrac. Il est également recherché pour mettre en valeur soufflés, gougères, galettes de pommes de terre, pièces de veau ou d'agneau… et est apprécié en apéritif ou dans les salades composées.
Comme indiqué dans la partie évoquant les méthodes de transformation, le laguiole est le résultat de deux pressages successifs du caillé. À la fin du premier pressage et avant le salage, le caillé obtenu forme une masse blanche et élastique, à odeur de lactosérum. Ce caillé fortement pressé est appelé « tome » (commercialisé sous le néologisme de forme « tome fraîche »), et il peut être sorti du cycle de fabrication du laguiole pour la réalisation du plat typique de l'Aubrac : l'aligot. On utilise également la tome dans la préparation du retortillat, plat traditionnel de l'Aubrac et de la Margeride, proche parent de la truffade cuisinée dans les monts du Cantal.

## Production et commercialisation
Avec une production vendue de 715 tonnes en 2011, le laguiole représente à peine 0,5 % de la production vendue des 29 appellations fromagères françaises au lait de vache (159 892 tonnes au total), et se situe parmi les plus petites en termes de volume. Cette position tient à la faible superficie de l'aire d'appellation.
En 2005, 82 éleveurs-producteurs fournissent le lait à la coopérative « Jeune Montagne », cette dernière représentant le seul transformateur-affineur important de l'aire d'appellation. En 2013, trois des éleveurs fournisseurs de lait à la coopérative, sont également des producteurs fermiers fabriquant et affinant leurs propres fromages dans leur atelier et cave particulière,.
Les tonnages ont connu une importante progression depuis les années 1990 (+32 % entre 1991 et 2004), bénéficiant notamment au début des années 2000 de l'élargissement de l'aire d'appellation, et se stabilisent entre 700 et 750 tonnes au cours de la dernière période. La part du fromage fermier, estimée entre 1 et 2 % de la production, est marginale.

Depuis 2001, sous l'impulsion de la coopérative « Jeune Montagne », la production a fortement évolué vers les fromages à longue durée d'affinage. À cette date, 70 %  des fromages étaient commercialisés à quatre mois d’affinage seulement et ce pourcentage s'est réduit à 30 % en 2011. Le laguiole affiné six mois représente désormais la plus grande part des ventes avec 50 % des volumes, tandis que celui affiné 12 à 18 mois est passé à 10 % et que le fromage d'été affiné au moins sept mois est passé à 10 % également.
La fabrication d'aligot prêt à consommer initiée par la coopérative en 1986 à partir de tome sortie du cycle de fabrication du laguiole, a connu une forte croissance à la suite de son lancement, passant de 44 tonnes lors de son année de démarrage, à 466 tonnes en 2001. Par comparaison, au cours de la même période, la production de tome vendue pour la préparation de l'aligot par les particuliers n'a que très faiblement progressé, passant de 86 tonnes à 103 tonnes. Pendant les années 2000, la croissance de l'aligot prêt à consommer s'est poursuivie sur un rythme toujours soutenu. Le total des ventes de tome et d'aligot s'établissait à 569 tonnes en 2001. Après le lancement du retortillat en 2006, le total des 3 produits atteint 1 400 tonnes en 2007, puis environ 1 750 tonnes en 2012, l'aligot assurant la plus grande part de cette progression.
En 2012, la commercialisation du laguiole, de la tome, de l'aligot et du retortillat prêts à consommer fabriqués par « Jeune montagne », est réalisée en vente directe à la coopérative (10 %), auprès de grossistes du marché international de Rungis et du sud de la France (36 %), dans les magasins de la grande distribution (34 %) et, pour l'aligot uniquement, auprès de magasins de surgelés (20 %). Depuis le milieu des années 2000, une part marginale des ventes de laguiole est réalisée à l'exportation, vers les États-Unis et l'Union européenne.
Le laguiole fermier et la tome fermière sont pour leur part commercialisés en vente directe à la ferme et sur les marchés locaux, auprès de fromagers et restaurateurs, ainsi que dans des magasins de producteurs spécialisés dans la vente directe.
En 2017 la coopérative « Jeune Montagne » fabrique et commercialise 750 tonnes de fromages de Laguiole AOP.

## Laguiole et folklore
Ancrées dans le patrimoine culturel local, des festivités traditionnelles ont accompagné le renouveau de l'activité fromagère et sont très vivaces.
Depuis les années 1980, des fêtes de la transhumance (montada) sont organisées chaque année à la fin du mois de mai pour commémorer l'arrivée des troupeaux à l'estive sur le haut-plateau. Accompagnées des traditionnels attelages de chevaux, les vaches portent comme lors de la montée au buron cloches (clapas) et sonnailles (esquillas) et sont décorées de houx, fleurs, cocardes et drapeaux. Ces fêtes rencontrent un succès grandissant et donnent lieu à de nombreuses animations : bénédiction des troupeaux, musique et danses traditionnelles, marchés forains et de produits régionaux, fête de l'élevage, salon et découverte du terroir, repas traditionnels à base d'aligot et de laguiole,,…
À la fin du mois de juin, de nombreuses localités perpétuent les traditionnelles fêtes des feux de la Saint-Jean, coutume emblématique des anciens buronniers,,.
À l'automne, une manifestation rappelle chaque année en Viadène la descente des troupeaux au bas-pays, la davalada.
La chanson occitane « lou Mazuc », qui célèbre le laguiole et rend hommage au travail des buronniers pendant l'estive, est toujours chantée avec ferveur en Aubrac et symbolise l'ancrage profond de la tradition fromagère dans la culture locale.

## Laguiole et territoire
Au cours du XIXe siècle, le fromage de Laguiole a été le ferment de la vitalité économique et culturelle du territoire de l'Aubrac. Au bord de la disparition au milieu du XXe siècle, alors que le plateau traversait une crise profonde marquée par un exode rural massif et un vieillissement de la population, le laguiole a été l'acteur principal du nouveau départ qui s'est progressivement opéré à partir des années 1960.
Porté par l'union solidaire des éleveurs au sein de leur coopérative et par la labellisation AOC, le renouveau de la production fromagère a été à l'origine d'une dynamique locale qui a permis de surmonter les faiblesses d'un enclavement situant le territoire aubracois à l'écart des centres économiques ou de destination touristique.
Si la part des éleveurs laitiers au sein de la population active agricole de l'Aubrac demeure aujourd'hui faible (6 % en 2012), la coopérative est devenue avec 85 salariés un des premiers employeurs du plateau, générant par ailleurs un chiffre d'affaires de 18 millions d'euros en 2012. Appuyée sur le patrimoine fromager de l'Aubrac pour lui transmettre un nouvel essor, la production de laguiole alors en cours de développement a vu son lien au terroir consolidé et a connu une amélioration qualitative, avant d'être complétée par une fabrication d'aligot et de retortillat, plats traditionnels emblématiques de la région. Le dynamisme de l'activité fromagère de qualité en liaison étroite avec son territoire a participé depuis les années 1980 à renforcer l'identité territoriale et culturelle du plateau aubracois, ouvrant la voie au renouveau d'activités artisanales en perte de vitesse (coutellerie de Laguiole), ainsi qu'à l'obtention d'un label rouge en 1999 et d'une Indication géographique protégée en 2010 pour la viande bovine de boucherie de race aubrac. Le développement du tourisme lié au terroir, à la préservation du patrimoine local et à la qualité paysagère et environnementale, a pour sa part accompagné ce regain d'activité.
Ce renouveau a conduit ces dernières années à un dépassement des divisions administratives du plateau d'Aubrac entre plusieurs départements et régions. Des projets collectifs fédérateurs positionnant l'Aubrac comme entité territoriale à part entière voient désormais le jour, notamment dans le cadre du projet de Parc naturel régional initié par les acteurs locaux au cours des années 2000.
Le parc de l'Aubrac est devenu depuis le 24 mai 2018 le parc naturel régional de l'Aubrac sur une superficie de 2 207 km2,,.